# Liste der Kulturdenkmäler in Neustadt an der Weinstraße (Kernstadt)
In der Liste der Kulturdenkmäler in Neustadt an der Weinstraße sind alle Kulturdenkmäler in der Kernstadt der rheinland-pfälzischen Stadt Neustadt an der Weinstraße einschließlich Winzingens aufgeführt. Grundlage ist die Denkmalliste des Landes Rheinland-Pfalz (Stand: 14. Januar 2025).

## Denkmalzonen
| Bezeichnung                              | Lage | Baujahr                 | Beschreibung | Bild                           |
| ---------------------------------------- | --- | ----------------------- | --- | ------------------------------ |
| Denkmalzone Altstadt                     | Rittergartenstraße, Strohmarkt, Friedrichstraße, Schütt, beiderseits der Hauptstraße bis Landauer Straße 2 und Talstraße 1, Fröbelstraße bis Hetzelstraße, Juliusplatz, Bachgängel Lage | 14. bis 20. Jahrhundert | Kernstadt innerhalb der Stadtbefestigung, wohl seit der Stadtgründung um 1220/30 bestehendes rechtwinkliges Straßensystem mit dominanter Nordsüdachse; Stiftskirche, Marktplatz, Altes Rathaus, pfalzgräfliches Schloss; Wohn-, Wirtschafts- und Geschäftsbereiche vom späten 14. bis ins 20. Jahrhundert, Bausubstanz zurückreichend bis 1280 | Fotos hochladen                |
| Denkmalzone Branchweilerhof              | Branchweilerhof 1–10A, 13, 15, 15A, 17 und 17A Lage | ab 1275                 | ehemaliges Spital und späteres Hofgut, bauliche Gesamtanlage; 1275 angelegt, Ausbau gegen Ende des 16. Jahrhunderts; dazugehörig Kapelle, Hauptbau, Wirtschaftsgebäude im Süden und Norden, Keller im Westen und Ringmauer; erneuter Ausbau in der zweiten Hälfte des 18. Jahrhunderts; nach 1805 durch Ausbau der Wirtschaftsgebäude geschlossene Dreiflügelanlage; Bruchsteinbauten, die Wohnhäuser sandsteingegliederte Putzbauten | Fotos hochladen                |
| Denkmalzone Friedrich-Ebert-Straße 4–12  | Friedrich-Ebert-Straße 4–12 (gerade Nummern) und Von-der-Tann-Straße 23 Lage | 1920er Jahre            | geschlossene dreigeschossige, neuklassizistisch geprägte Wohnzeile, 1920er Jahre | Fotos hochladen                |
| Denkmalzone Friedrich-Ebert-Straße 36–48 | Friedrich-Ebert-Straße 36–48 (gerade Nummern) Lage | 1936                    | dreigeschossige Siedlungszeile, Treppentürme mit reicher Bauskulptur, 1936, Architekt F. Lutz, Bildhauer Gustav Adolf Bernd, Fritz Korter, Franz Lind, Otto Rumpf; bauliche Gesamtanlage | Fotos hochladen                |
| Denkmalzone Fröbelstraße                 | Fröbelstraße 7–19 (ungerade Nummern), 14–22 (gerade Nummern), Hetzelstr. 9 und 11 Lage                                                                                                  | ab 1885                 | zwei- bis dreigeschossige spätgründerzeitliche Gebäudezeilen, Neurenaissance- und Jugendstilmotive, von 1885 bis 1905; kennzeichnendes Straßenbild | Fotos hochladen                |
| Denkmalzone Hauberallee                  | Hauberallee 1–11 Lage | ab 1895                 | spätgründerzeitliche Villenkolonie mit Solitärgebäuden in unterschiedlichen Materialien und Stilen von Neustadter Architekten, 1895 bis 1907 | Fotos hochladen                |
| Denkmalzone Hetzelanlage                 | Amalienstraße 1–15, Talstraße 16–28, Luisenstraße 1–5 und Jahnstraße 1 Lage | 1875 bis 1898/99        | dreieckige Platzanlage mit Park und gründerzeitlicher Randbebauung, im Wesentlichen spätklassizistisch geprägt, um 1875 bis 1898/99, gärtnerische Konzeption von Friedrich Jakob Dochnahl | Fotos hochladen                |
| Denkmalzone Hindenburgstraße             | Hindenburgstraße 52–60 Lage | 1898                    | stadtbildprägende Wohnhauszeile; Nr. 58/60: neuklassizistisches Doppelhaus, bezeichnet 1898, Architekt Franz Huber; Nr. 52–56: Mansarddachbauten, 1901/02, Architekt C. Kreuzberg, Nr. 52 und 56 mit Jugendstilmotiven | weitere Bilder Fotos hochladen |
| Denkmalzone Karolinenstraße              | Karolinenstraße 46–54 (gerade Nummern) Lage | 1903–11                 | einzeilige, eineinhalb- bis dreigeschossige Bebauung mit vom Jugendstil beeinflussten, unterschiedlich gestalteten Villen und villenartigen Wohnhäusern, 1903–11 | Fotos hochladen                |
| Denkmalzone Kirchstraße                  | Kirchstraße 17–29 (ungerade Nummern) und 18–40 (gerade Nummern) Lage | 1910/20er Jahre         | Siedlungszeile der 1910/20er Jahre unter Einfluss des Heimatstils und des Neuklassizismus; Nr. 40: Organistenhaus der protestantischen Kirche, 1910/11; kennzeichnendes Straßenbild | weitere Bilder Fotos hochladen |
| Denkmalzone Lachener Straße              | Lachener Straße 1–11 (ungerade Nummern), Gutleuthausstraße 1–3 und Landauer Straße 119 Lage                                                                                             | 1921–24                 | Siedlung mit Mansarddachbauten mit neuklassizistischen und Walmdachbauten mit expressionistischen Motiven, Nr. 11 mit Pyramidendach, 1921–24 | BW                             |
| Denkmalzone Maximilianstraße             | Maximilianstraße 1–43 (ungerade Nummern), 2–34 (gerade Nummern), Haardter Straße 1, Strohmarkt 2–5, Wiesenstraße 58 Lage                                                                | 1820 bis 1910           | im westlichen Bebauungsabschnitt klassizistische Wohnhäuser, 1820er bis 1850er Jahre; im östlichen Abschnitt individuell gestaltete Gründerzeit-Villen, um 1850 bis 1910 | weitere Bilder Fotos hochladen |
| Denkmalzone Moltkestraße                 | Moltkestraße 6–26 (gerade Nummern) Lage | um 1900                 | gründerzeitliche Wohnhauszeile mit sandsteingegliederten Backsteinfassaden, Neurenaissance- und Jugendstilmotive, um 1900 | weitere Bilder Fotos hochladen |
| Denkmalzone Mozartstraße                 | Mozartstraße 1a–11, Hambacher Treppenweg 6 Lage | um 1900                 | spätgründerzeitliche zwei- bis dreigeschossige Villen und villenartige Wohnhäuser mit terrassierten Vorgärten, um 1900, teilweise mit Ausstattung | Fotos hochladen                |
| Denkmalzone Rathausstraße                | Rathausstraße 3–37 (ungerade Nummern), 12–58 (gerade Nummern), Gerichtstraße 1–6a (ohne Nr. 5), Rittergartenstraße 1–6 und 8, Sauterstraße 3a, 5, 5a, Klausengasse 2 Lage               | 17. und 18. Jahrhundert | geschlossener Straßenzug mit zwei- bis dreigeschossigen Zeilenbauten, im Wesentlichen aus dem 17. und 18. Jahrhundert, auch spätes 16. und 19. Jahrhundert, Fachwerkhäuser mit massivem Erdgeschoss, seit der Barockzeit massive Putzbauten | weitere Bilder Fotos hochladen |
| Denkmalzone Richard-Wagner-Straße        | Richard-Wagner-Straße 24–38 Lage | 1910 bis 1914/16        | dem Heimat- und Jugendstil verpflichtete Zeilen-Doppelwohnhäuser nach einheitlichem Konzept mit variierenden Einzelformen, zwischen 1910 und 1914/16; mit Ausstattung | Fotos hochladen                |
| Denkmalzone Jüdischer Friedhof           | Robert-Stolz-Straße 32 Lage | 1862                    | 1862 angelegt, 1922 erweitert, bis heute belegt; etwa 540 Grabsteine; neuklassizistische Trauerhalle mit maurischen Öffnungen, 1886, Architekt Matthias Lichtenberger | Fotos hochladen                |
| Denkmalzone Schillerstraße               | Schillerstraße 11, 24–42 (gerade Nummern), 25–35 (ungerade Nummern) Lage | 1894 bis 1911           | spätgründerzeitliche Wohnhäuser gehobenen Anspruchs von Neustadter Architekten, teilweise Jugendstildekor, mit bauzeitliche Einfriedungen, 1894 bis 1911; Nr. 26 methodistische Christuskirche ab 1957 | Fotos hochladen                |
| Denkmalzone Stadtbefestigung             | | um 1220/30              | wohl um 1220/30 errichtet, 1265 erwähnt, entfestigt seit dem späten 18. Jahrhundert; bauliche Gesamtanlage; davon erhalten Mauerabschnitte bzw. -teile: - Schütt 9: im Süden des Gebäudes, unterer Mauerteil (⊙) - Hauptstraße 38: unterer Bereich der Südmauer, Teile des Wehrgangs (⊙) - Hetzelstraße 22: in der Ostmauer des Gebäudes, im unteren Bereich (⊙) - Hetzelstraße 26: sehr wahrscheinlich in den Kellermauern (⊙) - Zwerchgasse 21: in der Nordmauer des Gebäudes (⊙) - Hintergasse 28 und 32: in den Ostmauern der Rückgebäude (⊙) - Reutersgäßchen 3: an der Ostgrenze des Grundstücks (⊙); - Sauterstraße 5a: in Nebengebäude (⊙) - Brunnenstraße: zwischen Rittergartenstraße und Sauterstraße (⊙) - Schütt 13: Storchenturm, auch Weißer Turm (⊙) | weitere Bilder Fotos hochladen |
| Denkmalzone Theodor-Körner-Straße        | Theodor-Körner-Straße 7–15 (ungerade Nummern) und 10–26 (gerade Nummern) Lage | ab 1912                 | zwei- bis zweieinhalbgeschossige Zeilenwohnhäuser mit Mansarddach, Nr. 9–15 Heimatstil, 1912–14; Nr. 7 dreigeschossiger Gewerbebau mit Walmdach, 1925; Nr. 10–26 klassizierend, 1924–27 | weitere Bilder Fotos hochladen |
| Denkmalzone Waldstraße                   | Waldstraße 22–38 (gerade Nummern) und 47–57 (ungerade Nummern) Lage | um 1910/13              | anspruchsvolle Häuser mit je drei Wohneinheiten, teilweise Heimatstil, bewegte Dachlandschaften, um 1910/13; straßenbildprägend | BW                             |
| Denkmalzone Werderstraße/Neumayerstraße  | Werderstraße 2/4/6, 7, Konrad-Adenauer-Straße 30/32, 34, Neumayerstraße 16/18 und Hindenburgstraße 23/25 Lage                                                                           | nach 1921               | neuklassizistische zwei- und dreigeschossige Mansard- und Walmdachbauten mit eingeschobener Sandsteinrotunde, expressionistischer Bauschmuck, nach 1921, Architekt Th. Bossert | weitere Bilder Fotos hochladen |
| Denkmalzone Wiesenstraße                 | Wiesenstraße 5–13 und 12–16 und Konrad-Adenauer-Straße 36–40 Lage | 1900/1910er Jahre       | Wohnhauszeilen mit überwiegend zweigeschossigen Mansarddachbauten, neuklassizistische und Jugendstilmotive, 1900/1910er Jahre; Nr. 40 „Haus des Handwerks“, dreigeschossiger klassizierender Walmdachbau, 1922/23 | weitere Bilder Fotos hochladen |
| Denkmalzone Burgruine Wolfsburg          | westlich der Stadt auf dem Wolfsberg Lage | ab 1269                 | Bergsporn offenbar im 9. oder 10. Jahrhundert befestigt, Mauerreste im Südwesten; Erstnennung 1269, Erstürmung und Plünderung 1525, seit der Zerstörung 1635 steter Substanzverlust bis ins 19. Jahrhundert; Überreste von Halsgraben und Schildmauer, Bergfriedstumpf, Vorburg; Palas und doppelte Ringmauer, 13. Jahrhundert | weitere Bilder Fotos hochladen |

## Einzeldenkmäler
| Bezeichnung                                       | Lage | Baujahr                                | Beschreibung | Bild                           |
| ------------------------------------------------- | --- | -------------------------------------- | --- | ------------------------------ |
| Villa                                             | Alban-Haas-Straße 8 Lage                                                                                    | 1895                                   | eineinhalbgeschossige späthistoristische Villa, bezeichnet 1895 | Fotos hochladen                |
| Villa                                             | Alter Viehberg 2 Lage                                                                                       | um 1890                                | malerisch gruppierte späthistoristische Walmdachvilla, wohl um 1890 | Fotos hochladen                |
| Villa am Schillerberg                             | Alter Viehberg 5 Lage                                                                                       | 1840er Jahre                           | ehemalige Villa Hetzel; vom italienischen Landhausstil beeinflusster Walmdachbau, 1863–65, im Kern aus den 1840er Jahren | Fotos hochladen                |
| Bismarck-Denkmal                                  | Am Kriegergarten Lage                                                                                       | 1900                                   | einschwingende Ruhebank, Brunnen, bezeichnet 1912/13, Bronzemedaillon mit Reliefbildnis Bismarcks, bezeichnet 1900 | weitere Bilder Fotos hochladen |
| Kriegerdenkmal                                    | Am Kriegergarten Lage                                                                                       | 1872                                   | Kriegerdenkmal 1870/71; Sandstein-Obelisk mit neugotischem Friedensengel, 1872 | weitere Bilder Fotos hochladen |
| IBAG-Halle                                        | Am Speyerbach 1–3 Lage                                                                                      | 1910/11                                | ehemalige Fabrikhalle der Firma Wayss und Freytag, basilikale Eisenbetonkonstruktion, 1910/11, Entwurf Karl Fischer | weitere Bilder Fotos hochladen |
| Wohnhaus                                          | Amalienstraße 11 Lage                                                                                       | 1881/82                                | repräsentativer, spätklassizistisch geprägter Zeilenputzbau, 1881/82 | Fotos hochladen                |
| Fabrikgebäude                                     | Amalienstraße 42 Lage                                                                                       | 1898                                   | Fabrikbauten: ehemalige Wagenhalle in Eisenbetonbauweise, 1898; ehemalige mechanische Fabrikhalle, winkelförmiger Monolithbau, 1899 | BW                             |
| Hauptbahnhof                                      | Bahnhofplatz 6 Lage                                                                                         | 1866                                   | Empfangsgebäude und Anbauten; zweieinhalb- bis dreigeschossiger spätklassizistischer Bau, 1866, Mansardwalmdach und Neurenaissancefassade 1894; Reiterstellwerk, Heimatstil, Architekt Reichsbahnrat Grunwald, 1926 | weitere Bilder Fotos hochladen |
| Saalbau                                           | Bahnhofstraße 1 Lage                                                                                        | 1871–73                                | doppelgeschossiger Saalbau, Neurenaissance, Semper-Einfluss, 1871–73, Architekt Prof. Albert Geul, München; stadtbildprägend | weitere Bilder Fotos hochladen |
| Hauptpost                                         | Bahnhofstraße 2 Lage                                                                                        | 1929–1931                              | zwei- bis fünfgeschossige Baugruppe, Stahlbeton-Skelettbauten, klassische Moderne, 1929–1931, Architekt Postbaurat Heinrich Müller; stadtbildprägend | Fotos hochladen                |
| DRK-Gesellschaftshaus                             | Bergstraße 1 Lage                                                                                           | nach 1885                              | ehemaliges DRK-Gesellschaftshaus; zwei- bis dreigeschossige gründerzeitliche Baugruppe, Neurenaissance, bald nach 1885, eingeschossiger Anbau 1892 | Fotos hochladen                |
| Wohnhaus                                          | Bergstraße 2 Lage                                                                                           | 1878                                   | gotisierender Treppengiebelbau, 1878; stadtbildprägend | Fotos hochladen                |
| Spital                                            | Branchweilerhof 1/2/3 Lage                                                                                  | 1598                                   | ehemaliges Spital; dreigeschossiger Renaissancebau, Walmdach, polygonaler Treppenturm, 1598 | Fotos hochladen                |
| Spitalkapelle St. Maria                           | Branchweilerhof 13 Lage                                                                                     | 1275                                   | gotischer Chor, im Kern von 1275 | BW                             |
| Wohn- und Fabrikgebäude                           | Branchweilerhofstraße 11 Lage                                                                               | 1894                                   | stattliches Wohn- und Fabrikgebäude, gründerzeitliche Sandsteinquaderbauten, 1894 | BW                             |
| Wohnhaus                                          | Brunnenstraße 2 Lage                                                                                        | 15. bis 19. Jahrhundert                | zweiteiliges Renaissancewohnhaus mit älteren Teilen, 15. bis 19. Jahrhundert, teilweise Fachwerk | Fotos hochladen                |
| Wohnhaus                                          | Exterstraße 1 Lage                                                                                          | 1871                                   | gründerzeitliches Eckwohnhaus, sandsteingegliederter Walmdachbau, 1871 | weitere Bilder Fotos hochladen |
| Wohn- und Gasthaus                                | Friedrich-Ebert-Straße 1 Lage                                                                               | um 1890                                | Wohnhaus mit Gaststätte; dreigeschossiger gründerzeitlicher Klinkerbau auf trapezoidem Grundriss, um 1890; straßenbildprägend | weitere Bilder Fotos hochladen |
| Verwaltungsgebäude                                | Friedrich-Ebert-Straße 2 Lage                                                                               | 1925                                   | ehemalige Allgemeine Ortskrankenkasse, heute Struktur- und Genehmigungsdirektion Süd; dreigeschossiger neuklassizistischer Walmdachbau, bezeichnet 1925, eingeschossiger Anbau, Architekt Willy Schönwetter; Portal und Balkon 1934 | weitere Bilder Fotos hochladen |
| Industriehaus                                     | Friedrich-Ebert-Straße 11/13 Lage                                                                           | 1925–1927                              | repräsentativer dreigeschossiger Winkelbau mit Walmdach, expressionistische Motive, 1925–1927, Architekt Josef Müller | Fotos hochladen                |
| Verwaltungsgebäude                                | Friedrich-Ebert-Straße 14 Lage                                                                              | 1954/55                                | Verwaltungsgebäude der Bezirksregierungen Pfalz beziehungsweise Rheinhessen-Pfalz, heute Struktur- und Genehmigungsdirektion Süd und Aufsichts- und Dienstleistungsdirektion; Vierflügelanlage; sechsgeschossiger gekurvter Fassadenflügel, rückseitige Flügel um einen Hof, Rasterbauweise, 1954/55 | Fotos hochladen                |
| Verwaltungsgebäude                                | Friedrich-Ebert-Straße 15 Lage                                                                              | 1936                                   | ehemalige Ortskrankenkasse, heute Aufsichts- und Dienstleistungsdirektion; Walmdachbau mit Pfeilerportikus und reliefiertem Portal, bezeichnet 1936 | Fotos hochladen                |
| Sgraffito                                         | Friedrich-Ebert-Straße, an Nr. 17 Lage                                                                      | 1953                                   | Sgraffito, 1953 | weitere Bilder Fotos hochladen |
| Wohn- und Geschäftshaus                           | Friedrichstraße 29 Lage                                                                                     | 19. Jahrhundert                        | Eckwohn- und Geschäftshaus mit Walmdach, im Kern aus dem 19. Jahrhundert, grundlegender Umbau 1927, Architekt Franz Xaver Krämer | Fotos hochladen                |
| Wohn- und Geschäftshaus                           | Friedrichstraße 32a Lage                                                                                    | 1906                                   | Wohn- und Geschäftshaus; Sandsteinquaderbau mit Mansarddach, reiche neubarocke und Jugendstilmotive, 1906 | Fotos hochladen                |
| Wohnhäuser                                        | Friedrichstraße 40/42/44 Lage                                                                               | 1876                                   | dreiteilige Wohnhausgruppe, spätklassizistische sandsteingegliederte Mansarddachbauten, 1876; bauliche Gesamtanlage | Fotos hochladen                |
| Wohn- und Geschäftshaus                           | Friedrichstraße 45 Lage                                                                                     | 1866                                   | spätklassizistisches Wohn- und Geschäftshaus mit Kniestock, 1866, Ladeneinbau 1904, Hintergebäude aus den 1820er Jahren, später aufgestockt | Fotos hochladen                |
| Wohn- und Geschäftshaus                           | Friedrichstraße 51/53/55 Lage                                                                               | 1900                                   | dreigeschossiges Wohn- und Geschäftshaus; opulent gegliederter Backsteinbau, neugotische und Jugendstilmotive, 1900, Architekt Carl Dietrich; dreigeschossige Hinterhäuser, Nr. 51 und 53 mit Spolien, bezeichnet 1770 | Fotos hochladen                |
| Wohnhaus                                          | Fröbelstraße 7 Lage                                                                                         | 1905/06                                | dreigeschossiger Jugendstilbau, 1905/06, Architekt Georg Martin | weitere Bilder Fotos hochladen |
| Wohnhaus                                          | Fröbelstraße 15 Lage                                                                                        | 1887                                   | reicher gründerzeitlicher Mansarddachbau, Neurenaissancemotive, 1887 | weitere Bilder Fotos hochladen |
| Wohnhaus                                          | Fröbelstraße 20 Lage                                                                                        | 1893                                   | repräsentatives Eckwohnhaus; gründerzeitlicher Sandsteinquaderbau mit Drempel und Walmdach, 1893, Architekt Heinrich Berg; im Hof winkelförmiges Kelterhaus | weitere Bilder Fotos hochladen |
| Wohnhaus                                          | Gabelsbergerstraße 6 Lage                                                                                   | um 1860                                | spätklassizistisches Zeilenwohnhaus mit Kniestock, um 1860 | Fotos hochladen                |
| Villa Eisenbeiss                                  | Grainstraße 1 Lage                                                                                          | 1888                                   | anspruchsvoller eineinhalbgeschossiger historistischer Sandsteinquaderbau, bezeichnet 1888 | BW                             |
| Siechenhaus                                       | Grainstraße 6 Lage                                                                                          | 1886–89                                | ehemaliges Siechenhaus oder Isoliergebäude; eingeschossiger Neurenaissancebau, 1886–89, Architekt Matthias Lichtenberger | weitere Bilder Fotos hochladen |
| Kelleranlage                                      | Haardter Straße, unter Nr. 1 Lage                                                                           | 1890                                   | durch aufwändige Treppenanlagen erschlossene tonnengewölbte Kelleranlage, 1890, Veränderungen 1909/10, Erweiterung 1927 | weitere Bilder Fotos hochladen |
| Weingut                                           | Haardter Straße 13/15 Lage                                                                                  | 1889/90                                | ehemaliges Weingut Lieberich-Merkel; anspruchsvolle späthistoristische Villa, Neurenaissance- und neubarocke Motive, 1889/90, Architekt Ludwig Levy, Karlsruhe, Erweiterung 1901/02; Ökonomiegebäude, terrassierte Weingärten | BW                             |
| Weingut                                           | Haardter Straße 17 Lage                                                                                     | 1899                                   | spätgründerzeitliches Weingut; Walmdach-Villa, bezeichnet 1899, Kelterhaus, Architekt Franz Huber | BW                             |
| Villa                                             | Haardter Treppenweg 3 Lage                                                                                  | 1891/92                                | späthistoristische Walmdach-Villa mit Kniestock, spätklassizistische und neubarocke Motive, 1891/92, Architekt Heinrich Berg | Fotos hochladen                |
| Villa                                             | Haardter Treppenweg 6 Lage                                                                                  | 1883                                   | qualitätvolle Gründerzeitvilla, Neurenaissance, 1883 | weitere Bilder Fotos hochladen |
| Villa                                             | Haardter Treppenweg 8, 10 Lage                                                                              | um 1877/78                             | ehemalige „Villa Augusta“ („Augustahöhe“), „Villa Dacqué“; späthistoristischer Backsteinbau, Neurenaissance- und neubarocke Motive, viergeschossiger Turm, um 1877/78, Mansarddach mit Gauben 1911; bauliche Gesamtanlage | weitere Bilder Fotos hochladen |
| Villa Seitz                                       | Haardter Treppenweg 11 Lage                                                                                 | 1895                                   | sandsteingegliederter Backsteinbau mit Mansarddach, neugotische und Neurenaissancemotive, bezeichnet 1895 | Fotos hochladen                |
| Dr.-Welsch-Terrasse                               | Haardter Treppenweg 21 Lage                                                                                 | nach 1909                              | terrassierte Parkanlage, nach 1909, Umgestaltung 1929; Kriegerdenkmal 1914/18, skulptierte Sandsteinanlage, 1931 von F. Korte und J. W. Steger | BW                             |
| Wohnhaus                                          | Haltweg 23 Lage                                                                                             | 1925/26                                | Wohnhaus, teilweise Fachwerk, dreizoniger Giebel 1925/26, Architekt Karl Paulus; straßenbildprägend | BW                             |
| Wohn- und Geschäftshaus                           | Hambacher Straße 56/58 Lage                                                                                 | 1904                                   | Doppelwohn- und Geschäftshaus; spätgründerzeitlicher Mansarddachbau mit geschweiften Zwerchgiebeln, 1904, Architekt Jörg Riegers | Fotos hochladen                |
| Villa                                             | Hambacher Treppenweg 1 Lage                                                                                 | zwischen 1885 und 1890                 | repräsentative spätklassizistische Villa mit Zinkwalmdach, zwischen 1885 und 1890, Umbauten 1892/93; in der Stützmauer barocke Spolie, bezeichnet 1719 | Fotos hochladen                |
| Hauberanlage                                      | Hauberallee Lage                                                                                            | 1899                                   | neubarocke Treppenanlage mit Exedra mit Brunnennische, Bronzefiguren, Inschriften, 1899 | weitere Bilder Fotos hochladen |
| Villa                                             | Hauberallee 1 Lage                                                                                          | 1896/97                                | späthistoristische Villa mit Walmdach, Neurenaissancemotive, 1896/97, Architekt Wilhelm Schlachter (?) | Fotos hochladen                |
| Wohnhaus                                          | Hauberallee 5 Lage                                                                                          | 1898/99                                | späthistoristischer villenartiger Walmdachbau auf asymmetrischem Grundriss, 1898/99, Architekt Wilhelm Schlachter, rückwärtiger Anbau 1912 | Fotos hochladen                |
| Wohnhaus                                          | Hauberallee 7 Lage                                                                                          | 1903/04                                | Backsteinbau, 1903/04, Architekten Curjel & Moser, Karlsruhe | Fotos hochladen                |
| Garteneinfriedung                                 | Hauberallee, an Nr. 9 Lage                                                                                  | 1903                                   | gründerzeitliche Vorgarteneinfriedung, 1903 | Fotos hochladen                |
| Geschäftshaus                                     | Hauptstraße, an Nr. 23/25 Lage                                                                              | 1906                                   | Teil der Jugendstilfassade eines dreigeschossigen Geschäftshauses von 1906, Reliefs von A. Bernd | weitere Bilder Fotos hochladen |
| Wohn- und Geschäftshaus                           | Hauptstraße 34/36 Lage                                                                                      | 1897                                   | gründerzeitliches dreigeschossiges Eckwohn- und Geschäftshaus, Neurenaissance, bezeichnet 1897; stadtbildprägend | Fotos hochladen                |
| Wohn- und Geschäftshaus                           | Hauptstraße 38/40 Lage                                                                                      | 16. bis 20. Jahrhundert                | vierflügelige Hofanlage, 16. bis 20. Jahrhundert; Nr. 38 Renaissance-Fachwerkbau von 1580, Vergrößerung 1710, Gründerzeitfassade 19. Jahrhundert; Nr. 40 teilweise Fachwerk, 17. Jahrhundert, Ladeneinbau des 20. Jahrhunderts; winkelförmiges Hinterhaus bezeichnet 1705; unter Einbeziehung der Stadtmauer | Fotos hochladen                |
| Dachstuhl                                         | Hauptstraße, in Nr. 49 Lage                                                                                 | 15. Jahrhundert                        | spätmittelalterliches Dachtragwerk, wohl aus dem 15. Jahrhundert; an einem im Barock verlängerten, in der ersten Hälfte des 19. und im 20. Jahrhundert veränderten Wohn- und Geschäftshaus | BW                             |
| Wohn- und Geschäftshaus                           | Hauptstraße 51 Lage                                                                                         | 1350                                   | zwei im Kern spätmittelalterliche Fachwerkhäuser mit Kehlbalkendächern von 1350 (datiert) und 1477, Vergrößerung und Fassadenerneuerung im 17. Jahrhundert | Fotos hochladen                |
| Wohn- und Geschäftshaus                           | Hauptstraße 58/60 Lage                                                                                      | ab 1572                                | Konglomeratbau; frühbarockes Wohn- und Geschäftshaus, teilweise Fachwerk; rückwärtig Renaissancebau, teilweise Fachwerk, Torbogen bezeichnet 1572; dazwischen zwei weitere Gebäude, wohl aus dem 18. Jahrhundert | Fotos hochladen                |
| Wohn- und Geschäftshaus                           | Hauptstraße 59 Lage                                                                                         | 1727                                   | barockes dreigeschossiges Wohn- und Geschäftshaus, 1727, teilweise Fachwerk; straßenbildprägend | Fotos hochladen                |
| Wohn- und Geschäftshaus                           | Hauptstraße 61 Lage                                                                                         | 18. Jahrhundert                        | dreigeschossiger Fachwerkbau, im Kern wohl aus dem 18. Jahrhundert | Fotos hochladen                |
| Wohn- und Geschäftshaus                           | Hauptstraße 63 Lage                                                                                         | 1574                                   | dreigeschossiges Wohn- und Geschäftshaus; stattlicher Renaissance-Fachwerkbau, bezeichnet 1574, barocker Fachwerkanbau | weitere Bilder Fotos hochladen |
| Wohn- und Geschäftshaus                           | Hauptstraße 65 Lage                                                                                         | 17. oder 18. Jahrhundert               | barockes viergeschossiges Eckwohn- und Geschäftshaus; dreiachsiger Mansarddachbau, teilweise Fachwerk | weitere Bilder Fotos hochladen |
| Wohn- und Geschäftshaus                           | Hauptstraße 67/69 Lage                                                                                      | spätes 18. oder frühes 19. Jahrhundert | dreigeschossiges Wohn- und Geschäftshaus; achtachsiger Putzbau, spätes 18. oder frühes 19. Jahrhundert; zweigeschossiger Südflügel: Renaissancegewände, hofseitiger Laubengang 18. oder frühes 19. Jahrhundert | Fotos hochladen                |
| Wohn- und Geschäftshaus                           | Hauptstraße 71/73 Lage                                                                                      | 1425                                   | spätmittelalterliches dreigeschossiges Wohn- und Geschäftshaus, teilweise Fachwerk, 1425; rückwärtig Treppenturm, spätes 16. Jahrhundert; Hinterhaus, teilweise Fachwerk, Dachtragwerk von 1449 | Fotos hochladen                |
| Wohn- und Geschäftshaus                           | Hauptstraße 74, Klemmhof 1 Lage                                                                             | um 1800                                | dreigeschossiges Eckwohn- und Geschäftshaus; Fachwerkbau mit klassizistischer Fassade und Walmdach, um 1800 | Fotos hochladen                |
| Kriegerdenkmal                                    | Hauptstraße, bei Nr. 74 Lage                                                                                | 1924/25                                | Kriegerdenkmal 1914/18; nackter Reiter, 1924/25 von H. Hahn, München, Ausführung J. W. Steger | Fotos hochladen                |
| Michelscher Hof                                   | Hauptstraße 75/75a Lage                                                                                     | 1786                                   | spätbarocker Mansarddachbau, bezeichnet 1786; im Innenhof barocker Walmdachbau, teilweise Fachwerk, 1788; spätmittelalterlicher Fachwerkbau (verputzt), 1374; Putzbau, 18. Jahrhundert, im Kern wohl älter | Fotos hochladen                |
| Wohn- und Geschäftshaus                           | Hauptstraße 76 Lage                                                                                         | 1379                                   | dreigeschossiges Wohn- und Geschäftshaus, teilweise Fachwerk, mittelalterlicher Kernbau von 1379, Erweiterung 1685 (datiert), Ladeneinbau im 19. Jahrhundert | Fotos hochladen                |
| Wohn- und Geschäftshaus                           | Hauptstraße 77 Lage                                                                                         | um 1890                                | gründerzeitliches Wohn- und Geschäftshaus, dreigeschossiger Backsteinbau, Neurenaissance, um 1890; Rückgebäude um 1800 | Fotos hochladen                |
| Wohn- und Geschäftshaus                           | Hauptstraße 78 Lage                                                                                         | zweite Hälfte des 16. Jahrhunderts     | dreigeschossiges Wohn- und Geschäftshaus, teilweise Fachwerk, wohl aus der zweiten Hälfte des 16. Jahrhunderts | Fotos hochladen                |
| Wohn- und Geschäftshaus                           | Hauptstraße 79 Lage                                                                                         | um 1425                                | dreigeschossiges Wohn- und Geschäftshaus, teilweise Fachwerk, im Kern zwei spätmittelalterliche oder frühneuzeitliche Bauten, älterer Teil um 1425 | Fotos hochladen                |
| Adler-Apotheke                                    | Hauptstraße 81 Lage                                                                                         | 1877                                   | dreigeschossiges Mansarddachbau, Neurenaissance, bezeichnet 1877 | Fotos hochladen                |
| Stern-Apotheke                                    | Hauptstraße 82 Lage                                                                                         | um 1600                                | stattlicher viergeschossiger Krüppelwalmdachbau, teilweise Fachwerk, 18. Jahrhundert, im Kern um 1600 | Fotos hochladen                |
| Wohn- und Geschäftshaus                           | Hauptstraße 83 Lage                                                                                         | spätes 18. Jahrhundert                 | spätbarockes dreigeschossiges Eckwohn- und Geschäftshaus, spätes 18. Jahrhundert | Fotos hochladen                |
| Altes Rathaus                                     | Hauptstraße 84, Kellereistraße 1/1a Lage                                                                    | 1589                                   | Kernbau bezeichnet 1589, Erneuerung 1780–85, Umbau zum Kaufhaus bezeichnet 1898 und 1899; zweiteilige dreigeschossige Baugruppe, teilweise mit Walmdach, spätgotische Maßwerk-Balkonbrüstung | Fotos hochladen                |
| Wohn- und Geschäftshaus                           | Hauptstraße 85 Lage                                                                                         | 1603                                   | zwei dreigeschossige Fachwerkhäuser; zur Hauptstraße bezeichnet 1603, wohl mit barocken Veränderungen; zur Marktgasse wohl aus dem 18. Jahrhundert; straßenbildprägend | Fotos hochladen                |
| Wohn- und Geschäftshaus                           | Hauptstraße 86 Lage                                                                                         | 1610                                   | mehrteiliges Anwesen; dreigeschossiger Renaissancebau, teilweise Fachwerk (verputzt), bezeichnet 1610 (?); spätbarocker dreigeschossiger Mansarddachbau; als Verbindungsbau Treppenhaus, 19. Jahrhundert; Mansarddachbau, teilweise Fachwerk, zahlreiche Spolien | Fotos hochladen                |
| Haus zum Stern                                    | Hauptstraße 90 Lage                                                                                         | 1778                                   | viergeschossiges, verschiefertes Wohn- und Geschäftshaus, Kellerportal bezeichnet 1778 | Fotos hochladen                |
| Wohn- und Geschäftshaus                           | Hauptstraße 91, Marktplatz 5/5a, Marktstraße 1/3/5 Lage                                                     | ab 1584                                | dreiteilige Baugruppe; Hauptstraße 91/Marktstraße 1: viergeschossiger Eckfachwerkbau mit Krüppelwalmdach, wohl vor 1584, Neurenaissance-Ladeneinbau; Marktstraße 3 und Marktplatz 5/5a: spätbarocke dreigeschossige Mansarddachbauten, teilweise Fachwerk, 18. Jahrhundert und bezeichnet 1773 | Fotos hochladen                |
| Wohn- und Geschäftshaus                           | Hauptstraße 94 Lage                                                                                         | ab 1797                                | ehemaliges Gasthaus „Zur Post“; Hofanlage, bauliche Gesamtanlage; dreigeschossiger sechsachsiger Spätbarockbau, Ladeneinbau im 19. Jahrhundert; Hofgebäude 1797 und 19. Jahrhundert, Quertrakt zur Mittelgasse mit Festsaal | Fotos hochladen                |
| Wohn- und Geschäftshaus                           | Hauptstraße 96 Lage                                                                                         | 1418/19                                | spätmittelalterliches Fachwerkhaus von 1418/19, 2. Obergeschoss im 18. Jahrhundert erneuert | Fotos hochladen                |
| Küsterhaus                                        | Hauptstraße 97 Lage                                                                                         | erstes Drittel des 18. Jahrhunderts    | ehemaliges Küsterhaus der Stiftskirche; barocker Pultdachbau, erstes Drittel des 18. Jahrhunderts | weitere Bilder Fotos hochladen |
| Wappenstein                                       | Hauptstraße, an Nr. 98 Lage                                                                                 | 1572                                   | Renaissance-Wappenstein, bezeichnet 1572; Wappenstein nicht von der Straße sichtbar | BW                             |
| Wohnhaus                                          | Hauptstraße, hinter Nr. 101 Lage                                                                            | 1485                                   | Hinterhaus aus zwei Fachwerkhäusern, im Kern von 1485 und 1581, barocke Profilierungen | BW                             |
| Wohn - und Geschäftshaus                          | Hauptstraße, zu Nr. 103 Lage                                                                                | 1569                                   | Hinterhaus mit Laden der Renaissance, bezeichnet 1569, Walmdach; an der Ecke: barocke Muschelnische, bezeichnet 1751 | BW                             |
| Wohnhaus                                          | Hauptstraße 105 Lage                                                                                        | ab 1398                                | dreigeschossiges Wohnhaus aus zwei Parzellen, klassizistische und gründerzeitliche Fassade; im südlichen Abschnitt Reste eines spätmittelalterlichen Hauses von 1398, Veränderungen 1619 | weitere Bilder Fotos hochladen |
| Spolie                                            | Hauptstraße, an Nr. 109 Lage                                                                                | 1774                                   | ehemaliger Ofenstein, spätbarock, bezeichnet 1774 | BW                             |
| Spolie                                            | Hauptstraße, an Nr. 110 Lage                                                                                | 1783                                   | reliefierter ehemaliger Schlussstein, bezeichnet 1783 | BW                             |
| Wohn- und Geschäftshaus                           | Hauptstraße 114 Lage                                                                                        | 1775                                   | dreigeschossiges Eckwohn- und Geschäftshaus, stattlicher spätbarocker Walmdachbau, bezeichnet 1775, Ladeneinbau im frühen 19. Jahrhundert; anschließend dreiachsiger Renaissancebau | Fotos hochladen                |
| Wohn- und Geschäftshäuser                         | Hauptstraße 115/117, Turmstraße 14 Lage                                                                     | 16. bis 18. Jahrhundert                | dreigeschossige Wohn- und Geschäftshäuser mit Mansarddächern, teilweise reiches Fachwerk, 16. bis 18. Jahrhundert | Fotos hochladen                |
| Wohn- und Geschäftshaus                           | Hauptstraße 116 Lage                                                                                        | zweite Hälfte des 18. Jahrhunderts     | Wohn- und Geschäftshaus; spätbarocker Mansarddachbau, zweite Hälfte des 18. Jahrhunderts; straßenbildprägend | Fotos hochladen                |
| Wohn- und Geschäftshaus                           | Hauptstraße 118 Lage                                                                                        | 18. Jahrhundert                        | stattliches dreigeschossiges Wohn- und Geschäftshaus, teilweise Fachwerk, 18. Jahrhundert, rückwärtig Renaissance-Torbogen, um 1600, Neurenaissance-Ladenzone von 1899; straßenbildprägend | Fotos hochladen                |
| Wohn- und Geschäftshaus                           | Hauptstraße 121/123 Lage                                                                                    | 18. Jahrhundert                        | spätbarocker Mansardwalmdachbau, 18. Jahrhundert | Fotos hochladen                |
| Portal                                            | Heinestraße, an Nr. 3 Lage                                                                                  | um 1872                                | Hauseingang mit zweiflügeligem Oberlichtportal, Neurenaissancemotive, um 1872 | Fotos hochladen                |
| Wohn- und Geschäftshaus                           | Heinestraße 16 Lage                                                                                         | 1902                                   | Eckwohn- und Geschäftshaus, dreigeschossiger Mansarddachbau, Turmerker, Neurenaissancemotive, bezeichnet 1902, Architekt C. Kreuzberg | weitere Bilder Fotos hochladen |
| Hetzelstift                                       | Hetzelstraße 14 Lage                                                                                        | 1880                                   | ehemalige Kinderbewahranstalt Hetzelstift; spätklassizistischer Walmdachbau, bezeichnet 1880, Architekt Matthias Lichtenberger, Erweiterung 1896/98, Architekt Karl Fischer | Fotos hochladen                |
| Bahnhof-Apotheke                                  | Hindenburgstraße 3 Lage                                                                                     | 1924                                   | dreigeschossiger Putzbau, 1924, Architekt H. Jaeckl, Umbau mit expressionistischer Ladenzone bezeichnet 1928 | weitere Bilder Fotos hochladen |
| Wohnhaus                                          | Hindenburgstraße 11 Lage                                                                                    | 1890                                   | großbürgerliches Wohnhaus mit reicher Neurenaissancefassade, 1890 | Fotos hochladen                |
| Volkshochschule                                   | Hindenburgstraße 14 Lage                                                                                    | 1884                                   | prächtiger gründerzeitlicher Dreiflügelbau, Neurenaissancemotive, bezeichnet 1884, Architekt Matthias Lichtenberger | weitere Bilder Fotos hochladen |
| Wohn- und Geschäftshaus                           | Hindenburgstraße 19/19a/19b Lage                                                                            | 1911                                   | dreiteiliges Wohn- und Geschäftshaus, Mansardwalmdachbau mit klassizierender Fassade, 1911, Architekt C. Kreuzberg | weitere Bilder Fotos hochladen |
| Alte Winzinger Kirche                             | Hindenburgstraße 94 Lage                                                                                    | 13. Jahrhundert                        | Protestantische Kirche Winzingen; gotischer Saalbau, wohl aus dem 13. Jahrhundert, barocker Umbau/Erweiterung bezeichnet 1730; bedeutende Wandmalereien, frühes 14. Jahrhundert | weitere Bilder Fotos hochladen |
| Wohnhaus                                          | Hintergasse 1 Lage                                                                                          | 16. oder 17. Jahrhundert               | stattliches dreigeschossiges Renaissance-Wohnhaus, teilweise Fachwerk, Krüppelwalmdach, 16. oder 17. Jahrhundert | Fotos hochladen                |
| Wohnhaus                                          | Hintergasse 6, Laustergasse 11 Lage                                                                         | um 1600                                | stattliches Eckhaus, teilweise Fachwerk, im Kern um 1600, überbauter barocker Torbogen und Krüppelwalmdach, 18. Jahrhundert | Fotos hochladen                |
| Torbogen                                          | Hintergasse, an Nr. 7 Lage                                                                                  | 16. oder 17. Jahrhundert               | Torbogen, 16. oder 17. Jahrhundert | weitere Bilder Fotos hochladen |
| Wohnhaus                                          | Hintergasse 12 Lage                                                                                         | 1376                                   | spätmittelalterliches dreigeschossiges Wohnhaus, teilweise Fachwerk, Dachtragwerk von 1376, 1486 verstärkt, Ladeneinbau aus dem 19. Jahrhundert | weitere Bilder Fotos hochladen |
| Wohnhäuser                                        | Hintergasse 18, 20, 22, 24 Lage                                                                             | 16. und 17. Jahrhundert                | um malerischen Innenhof gruppierte Gebäudegruppe, teilweise Fachwerk, im Kern wohl aus dem 16. und 17. Jahrhundert | Fotos hochladen                |
| Wohnhaus                                          | Hintergasse 19 Lage                                                                                         | 1452                                   | stattliches spätgotisches Wohnhaus, teilweise Fachwerk, 1452, Hoftorbogen datiert 1595; straßenbildprägend | weitere Bilder Fotos hochladen |
| Siebenherrenhof                                   | Hintergasse 25, 27, 29, 31, 33 Lage                                                                         | 17. und 18. Jahrhundert                | um malerischen Innenhof gruppierte fünfteilige Gebäudegruppe, teilweise Fachwerk, 17. und 18. Jahrhundert; straßenbildprägend | weitere Bilder Fotos hochladen |
| Wohnhaus                                          | Hintergasse 26 Lage                                                                                         | erstes Viertel des 18. Jahrhunderts    | barockes Wohnhaus mit aufwändigem Hoftorbogen, erstes Viertel des 18. Jahrhunderts | Fotos hochladen                |
| Wohnhaus                                          | Hintergasse 32 Lage                                                                                         | 1595                                   | barock überformter Mansarddachbau, teilweise Fachwerk (verputzt), Renaissance-Torbogen ehemals bezeichnet 1595 | weitere Bilder Fotos hochladen |
| Wohnhaus                                          | Hohenzollernstraße 18 Lage                                                                                  | 1871                                   | villenartiger spätklassizistischer Walmdachbau, 1871 | weitere Bilder Fotos hochladen |
| Villa                                             | Hohmauerweg 62 Lage                                                                                         | 1924/25                                | stattliche neuklassizistische Walmdach-Villa, 1924/25, Architekt E. Stoll | BW                             |
| Polizeipräsidium                                  | Karl-Helfferich-Straße 11 Lage                                                                              | 1955                                   | fünfgeschossiger Stahlbeton-Skelettbau, eingezogenes Dachgeschoss mit Flugdächern, 1955, Architekten Friedrich Wilhelm Neuffer und Schläfer, Sgraffiti von G. Vorhauer | weitere Bilder Fotos hochladen |
| Logenhaus                                         | Karolinenstraße 19 Lage                                                                                     | 1922                                   | Gebäude der Johannisloge „Zur Freundschaft Haardt“; sandsteingegliederter Walmdachbau, bezeichnet 1922, Architekt O. Reimers; eingeschossiger Sandsteinquaderbau, 19. Jahrhundert; innen Landschaftsgemälde von Otto Dill | Fotos hochladen                |
| Wohnhaus                                          | Karolinenstraße 35 Lage                                                                                     | um 1890                                | gründerzeitliches Wohnhaus, Neurenaissancefassade, um 1890; umfangreiche Ausstattung | Fotos hochladen                |
| Wohnhaus                                          | Karolinenstraße 41 Lage                                                                                     | 1898                                   | villenartiges Wohnhaus, neubarocke Motive, 1898, Architekt Wilhelm Schulte I | Fotos hochladen                |
| Wohn- und Geschäftshaus                           | Karolinenstraße 46 Lage                                                                                     | 1907                                   | ehemaliges Geschäftsgebäude der Münchener & Aachener Versicherungsgesellschaft; Sandsteinquaderbau mit Eckturm und Mansarddach, 1907, Architekt H. Mattern | Fotos hochladen                |
| Villa                                             | Karolinenstraße 54 Lage                                                                                     | 1906–08                                | Villa in zeittypischer Materialvielfalt, 1906–08, Architekt C. Dietrich; im Garten klassizierendes Belvedere | Fotos hochladen                |
| Villa                                             | Karolinenstraße 89 Lage                                                                                     | 1892                                   | ehemalige Pension Deutsch; späthistoristische eingeschossige Villa, Schweizerhaus-Stil, 1892, Architekt Heinrich Berg | Fotos hochladen                |
| Schützenhaus                                      | Karolinenstraße 99 Lage                                                                                     | 1875                                   | ehemaliges Schützenhaus; Gründerzeitbau, Anklänge an Schweizerhaus-Stil, bezeichnet 1875 | BW                             |
| Leibniz-Gymnasium                                 | Karolinenstraße 103 Lage                                                                                    | 1890–92                                | neubarocker schlossartiger Dreiflügelbau, 1890–92 | weitere Bilder Fotos hochladen |
| Wohn- und Geschäftshaus                           | Kellereistraße 3 Lage                                                                                       | 17. Jahrhundert                        | stattliches dreigeschossiges Eckwohn- und Geschäftshaus, Krüppelwalmdachbau, teilweise Fachwerk (verputzt), 17. Jahrhundert | weitere Bilder Fotos hochladen |
| Wohn- und Geschäftshaus                           | Kellereistraße 6 Lage                                                                                       | 1563                                   | dreigeschossiges Wohn- und Geschäftshaus, teilweise Renaissance-Fachwerk, bezeichnet 1563 | weitere Bilder Fotos hochladen |
| Dachstuhl                                         | Kellereistraße, in Nr. 7 Lage                                                                               | 1462                                   | mittelalterliches Dachtragwerk von 1462 | BW                             |
| Wohn- und Geschäftshaus                           | Kellereistraße 8 Lage                                                                                       | um 1600                                | Eckwohn- und Geschäftshaus; dreigeschossiger Renaissance-Fachwerkbau mit Treppenturm, um 1600 | weitere Bilder Fotos hochladen |
| Kurpfälzische Amtskellerei                        | Kellereistraße 10, 10a, 12 Lage                                                                             | 1592/93                                | Baukomplex mit zwei Höfen im westlichen Bereich der ehemaligen kurpfälzischen Amtskellerei, 1592/93, 1738 verändert wiederhergestellt; Nr. 10 Putzbau aus dem 18. Jahrhundert, Nr. 10a Renaissancebau von 1592, Nr. 12 im Kern mittelalterlich; bauliche Gesamtanlage | Fotos hochladen                |
| Hauptgebäude der Amtskellerei                     | Kellereistraße 10a Lage                                                                                     | 1592/93                                | ehemalige kurfürstliche Amtskellerei (Hauptgebäude); dreigeschossiger Renaissancebau mit Schweif- und Treppengiebel, 1592/93, zweigeschossiger Ladeneinbau um 1910 | Fotos hochladen                |
| Torbogen                                          | Kellereistraße, an Nr. 12 Lage                                                                              | 1593                                   | reicher Renaissance-Torbogen, bezeichnet 1593 | weitere Bilder Fotos hochladen |
| Wohnhaus                                          | Kiesstraße 5/7/9 Lage                                                                                       | 1911/12                                | dreiteiliges zeilenartiges Wohnhaus im Heimatstil, 1911/12 | Fotos hochladen                |
| Villa Dacqué                                      | Klausenbergweg 2 Lage                                                                                       | 1877                                   | sogenanntes Schweizer Haus; reich ornamentierter Holzfertigbau der Parketteriefabrik Interlaken, bezeichnet 1877; mit Ausstattung | Fotos hochladen                |
| Katholische Pfarrkirche St. Marien                | Klausengasse 1 Lage                                                                                         | 1860–62                                | dreischiffige neugotische Basilika mit mächtigem Westturm, 1860–62, Architekt Vincenz Statz, überarbeitet von der Obersten Baubehörde, München; mit Ausstattung | weitere Bilder Fotos hochladen |
| Wohnhaus                                          | Klausengasse 18 Lage                                                                                        | 17. Jahrhundert                        | barockes Fachwerkhaus auf massivem Hochkeller, 17. Jahrhundert | BW                             |
| Wohnsiedlung                                      | Kleine Böhlstraße 1, 3, 5, 7, Mußbacher Landstraße 6/8 Lage                                                 | 1923                                   | Wohnsiedlung gehobenen Anspruchs mit doppelgeschossigen Putzbauten mit vielfältig variierten neuklassizistischen Motiven, 1923, Architekt Th. Bossert; bauliche Gesamtanlage | BW                             |
| Wohnhaus                                          | Klemmhof 3/5 Lage                                                                                           | um 1606                                | Renaissancebau, teilweise Fachwerk, wohl aus dem frühen 17. Jahrhundert (um 1606?), Veränderungen im 18. oder 19. Jahrhundert; straßenbildprägend | Fotos hochladen                |
| Wohn- und Geschäftshaus                           | Kohlplatz 7a Lage                                                                                           | 1904/05                                | Wohn- und Geschäftshaus, aufwändig gegliederter Jugendstil-Backsteinbau, 1904/05; straßenbildprägend | BW                             |
| Wohnhaus                                          | Konrad-Adenauer-Straße 5 Lage                                                                               | 1899                                   | repräsentativer Neurenaissancebau mit Mansarddach, 1899, Architekt C. Dietrichs; straßenbildprägend | weitere Bilder Fotos hochladen |
| Lescot-Gebäude                                    | Konrad-Adenauer-Straße 10 Lage                                                                              | 1909                                   | Verwaltungsgebäude, ehemaliges bayerisches Wehrbezirkskommando, danach Finanzamt; dreigeschossiger Zweiflügelbau, barockisierende Jugendstilmotive, bezeichnet 1909, Architekt Kramer, Landau | weitere Bilder Fotos hochladen |
| Wohnhäuser                                        | Konrad-Adenauer-Straße 11/13/15 Lage                                                                        | 1910/11                                | dreiteilige, dreigeschossige, reich gegliederte Mietshausgruppe, 1910/11, Architekt P. Kippenhan, Bauskulptur; bauliche Gesamtanlage | Fotos hochladen                |
| Bankgebäude                                       | Konrad-Adenauer-Straße 22 Lage                                                                              | 1910/11                                | Bankgebäude; winkelförmiger neuklassizistischer Mansardwalmdachbau, 1910/11, Architekt L. Stober, Mannheim | weitere Bilder Fotos hochladen |
| Roxy-Filmtheater                                  | Konrad-Adenauer-Straße 23 Lage                                                                              | 1956/57                                | zweiteiliger kubischer Stahlbeton-Skelettbau, 1956/57, Architekt C. Th. Pfirrmann und H. Arnold, Pirmasens; mit Ausstattung | weitere Bilder Fotos hochladen |
| Finanzamt                                         | Konrad-Adenauer-Straße 26 Lage                                                                              | 1911–12                                | neubarocker Winkelbau, bezeichnet 1911–12, Architekt H. Ullmann, 1957/58 aufgestockt | weitere Bilder Fotos hochladen |
| Ostschule                                         | Konrad-Adenauer-Straße 33 Lage                                                                              | 1903                                   | dreigeschossiger dreiflügeliger Walmdachbau, Jugendstil, bezeichnet 1903 und 1906, rückwärtig Turnhalle | weitere Bilder Fotos hochladen |
| Dienstleistungszentrum Ländlicher Raum Rheinpfalz | Konrad-Adenauer-Straße 35 Lage                                                                              | 1915                                   | ehemals „Königliche Flurbereinigung“, später Kulturamt; dreiflügeliger Eckbau mit Walmdach, Heimatstileinfluss, 1915, Architekt W. Schönwetter | Fotos hochladen                |
| Wohnhaus                                          | Konrad-Adenauer-Straße 36 Lage                                                                              | 1911                                   | zweieinhalbgeschossiges Zeilenwohnhaus, barockisierender Heimatstil, 1911, Architekt C. Dietrich | weitere Bilder Fotos hochladen |
| Wohnhaus                                          | Konrad-Adenauer-Straße 38 Lage                                                                              | 1911                                   | dreigeschossiger Mansarddachbau, klassizierender Jugendstil, bezeichnet 1911, Architekt C. Dietrich; straßenbildprägend | weitere Bilder Fotos hochladen |
| Hüllsburg                                         | Kübelweg 17 Lage                                                                                            | 1875                                   | gründerzeitlicher Sandsteinquaderbau, Fachwerk-Hofgebäude, Landschaftsgarten, 1875; bauliche Gesamtanlage | BW                             |
| Wohnhaus                                          | Kunigundenstraße 3 Lage                                                                                     | 17. Jahrhundert                        | dreigeschossiges Fachwerkhaus, teilweise massiv, im Kern wohl aus dem 17. Jahrhundert | Fotos hochladen                |
| Wohnhaus                                          | Kunigundenstraße 6 Lage                                                                                     | 18. Jahrhundert                        | Eckwohnhaus, im Kern aus dem 18. Jahrhundert, Umbau im 19. Jahrhundert | Fotos hochladen                |
| Wohnhaus                                          | Kunigundenstraße 8 Lage                                                                                     | 17. Jahrhundert                        | dreigeschossiger barocker Krüppelwalmdachbau, teilweise Fachwerk, im Kern wohl aus dem 17. Jahrhundert | Fotos hochladen                |
| Wohn- und Geschäftshaus                           | Kunigundenstraße 11 Lage                                                                                    | 1718                                   | barockes dreigeschossiges Wohn- und Geschäftshaus, teilweise Fachwerk, bezeichnet 1718 | Fotos hochladen                |
| Treppenturm                                       | Kunigundenstraße, an Nr. 12 Lage                                                                            | 16. Jahrhundert                        | Renaissancetreppenturm, 16. oder frühes 17. Jahrhundert | BW                             |
| Architekturteile                                  | Kunigundenstraße, in Nr. 15 Lage                                                                            | ab 1586                                | Renaissance-Treppenturm und -Kellerportal, bezeichnet 1586, integriert in Spätbarockbau; im Obergeschoss im anschließenden Gebäudeteil Wandmalerei, 19. Jahrhundert | BW                             |
| Hauptfriedhof                                     | Landauer Straße Lage                                                                                        | 1878–80                                | Friedhof 1878–80 angelegt, mehrmals erweitert, westlich von Backstein- und Stampfbetonmauer begrenzt; - Trauerhalle (Landauer Straße 94), hufeisenförmig gruppierte Heimatstilbauten mit aufragendem Mittelbau und pavillonartig abgesetzten Teilen unter Walmdächern, durch Vorhalle miteinander verbunden, alte Türblätter, 1927. - Friedhofsverwaltung und Angestelltenwohnhaus (Landauer Straße 96), 1926/27, eingeschossiger Heimatstil-Putzbau; - Kriegerdenkmal 1914/18, großzügige Anlage, mittig Sandsteinpfeiler mit bekrönendem Löwen, 1925, Bildhauer J. W. Steger, Neustadt - Ehrengrabmal Friedrich Hetzel († 1886); neuklassizistische Anlage, Obelisk flankiert von bronzenen Kandelabern, Architekt Ludwig Levy, Bildhauer Adolf Ott; - Feld 2: Anonymes Grabmal, um 1900, barockisierende Kunststeinvase; - Feld 3: Denkmal für die Opfer der Explosion in der Chemiefabrik in Oppau 1921, monolithischer Sandsteinblock, kleine Stelen für 14 Opfer; Grabmal Familie Carl Biffar († 1930), Schauwand mit Kreuzigungsgruppe in Bronze; Grabmal Katharina († 1879) und Johann Adam Brumm († 1897), reich gestalteter Sandstein mit getrepptem Abschluss; Grabmal Familie Julius Clundt († 1909), vorzügliche Jugendstilanlage aus Marmor mit lebensgroßer Trauernder; Grabmal Familie Gustav Oehlert († 1903), neuklassizistische Schauwand mit Vasenaufsatz; - Feld 4: Grabmal Familie Adam Avril († 1901), Granitkreuz und Galvanoplastik einer Trauernden; Grabmal Familie Witter, wohl um 1920, monumentale Schauwand; - Feld 5: gründerzeitliche Einfriedung einer anonymen Grabstätte, gusseiserne Baluster und Eisenketten; - Feld 6: Grabmal Familie Jacob Exter († 1889), pultartige Granitplatte mit Messingdekor; Grabmal Amalie Hüll, geb. Schlöer († 1889) und Johannes Hüll († 1907), Säulenädikula mit zinnenbewehrtem Stufengiebel und Fialbekrönung; Grabmal Julia († 1911) und Wilhelm Maucher († 1929), Rückwand mit Bronzeurne in Bogennische, Ummauerung mit Metalltür in expressionistischen Formen; Grabmal Caroline († 1906) und Theodor Welsch († 1909), Sandsteinstele mit Felsrelief und reichem Pflanzendekor; Grabmal Familie Lauer, um 1910, Rückwand mit galvanoplastischem Hochrelief einer Allegorie, Einfriedungsmauer; - Feld 7: Grabmal Familie Carl Delto (Zweitnutzung), späthistoristischer Grabstein mit Marmorrelief einer Trauernden; - Feld 8: Grabmal Georg von Neumayer († 1909), neuklassizistischer Monopteros mit Weltkugel; - Feld 10: Grabmal Jakob Steger († 1908), Porträtbüste; - Feld 13: Grabmal Philippine Apollonia Sauter, geb. Kronenburger († 1895), gründerzeitliche Sandsteinstele; - Feld 16: Grabmal Dina Uhlenbeck-Ermeling († 1939) und Emil Helfferich († 1972), hohe, stilisierte Pagode aus Muschelkalk; Grabmal Familie Friedrich Helfferich († 1917), dorische Ädikula mit Marmorkantharos; Grabmal Familie Daab, um 1920, kleine ovale Anlage, auf einem Postament trauernder Putto mit Urne; - Feld 17: Grabstätte Familie Liesenberg, drei neuklassizistische Granitsarkophage in Pultform mit profilierten Bronzedeckeln: Carl Maria Liesenberg († 1918), Christine Liesenberg, geb. Wolff († 1914), Carl Liesenberg († 1931); - Feld 18: Grabmal Familie Willy Ehbrecht, Galvanoplastik eines schreitenden Engels, bald nach 1900; Grabmal Familie Theodor Knoeckel († 1902), monumentale Jugendstilstele mit Bildnisrelief aus Bronze; Grabmal Eduard Jost († 1902), Sandsteinmonolith in Form eines Eichenstamms; - Feld 20: Grabmal Eugen Wolf († 1912): Muschelkalkblock mit sphingenbesetzten Kanten, darüber große Bronzeurne; - nördlich Feld 2: Grabstätte Familie Hoch, vier neugotische Grabsteine in Neuaufstellung: A. Maria Hoch, geb. Mehling († 1862), Gottesmutter in Nische mit Maßwerkwimperg; Andreas Hoch († 1876), mehrstufiger Zinnenabschluss; Carl Jos. Hoch († 1873), Fiale mit Maßwerk, Wimpergen und Ecktürmchen; Maria Josephine Hoch, geb. Hörller (?) († 1855), Maßwerkfiale, stirnseitig mit kleinem knienden Engel; Grabmal Familie Josef Bürckel († 1944): monolithischer Sandsteinblock auf kleinen Pyramidenstümpfen; - beim Haupteingang: Grabmal Familie Sack, kniende Trauernde mit Sack (?) und gesenktem Blumenstrauß, 1950. | weitere Bilder Fotos hochladen |
| Kellerportal                                      | Landauer Straße, an Nr. 2 Lage                                                                              | 18. Jahrhundert                        | barockes Kellerportal, 18. Jahrhundert | BW                             |
| Hotel zum Löwen                                   | Landauer Straße 4a Lage                                                                                     | 1894                                   | ehemaliges „Hotel zum Löwen“; drei- bis viergeschossiger neubarocker Mansarddachbau mit überkuppeltem Eckturm, 1894 | Fotos hochladen                |
| Torfahrt                                          | Landauer Straße, an Nr. 31 Lage                                                                             | um 1875                                | Eingangsbereich mit Torfahrt, um 1875, Jugendstildekoration um 1905, Wandgemälde | weitere Bilder Fotos hochladen |
| Wohnhaus                                          | Landauer Straße 39 Lage                                                                                     | um 1890                                | stattlicher historistischer Mansardwalmdachbau, um 1890 | weitere Bilder Fotos hochladen |
| Wohnhaus                                          | Landauer Straße 41 Lage                                                                                     | 1895                                   | späthistoristisches Eckwohnhaus mit Walmdach, Neurenaissance, 1895; mit Ausstattung | Fotos hochladen                |
| Wohnhaus                                          | Landauer Straße 55 Lage                                                                                     | 1876                                   | Wohnhaus mit turmartigen Seitenteilen, bezeichnet 1876, eingeschossiger Seitentrakt | weitere Bilder Fotos hochladen |
| Wohn- und Geschäftshaus                           | Landschreibereistraße 1 Lage                                                                                | 1568                                   | Wohn- und Geschäftshaus; stattlicher dreigeschossiger Renaissance-Fachwerkbau, bezeichnet 1568 | Fotos hochladen                |
| Skulptur in Muschelnische                         | Landschreibereistraße, an Nr. 3 Lage                                                                        | Ende des 16. Jahrhunderts              | barocke Muschelnische mit Figur des heiligen Sebastians (Sandsteinskulptur), wohl vom Ende des 16. Jahrhunderts | Fotos hochladen                |
| Einnehmerei der Universität Heidelberg            | Landschreibereistraße 6 Lage                                                                                | 1768                                   | ehemalige Einnehmerei der Universität Heidelberg; achtachsiger spätbarocker Krüppelwalmdachbau, bezeichnet 1768, Torfahrt aus der Mitte des 19. Jahrhunderts, Ladeneinbau in der zweiten Hälfte des 19. Jahrhunderts | Fotos hochladen                |
| Landschreiberei                                   | Landschreibereistraße 8, Schütt 9 Lage                                                                      | 16. bis 19. Jahrhundert                | ehemalige Landschreiberei und Oberamtshaus; Vierflügelanlage, 16. bis 19. Jahrhundert; neunachsiger Barockbau, 1741; Südflügel 19. Jahrhundert; Torfahrt mit Kielbogenportal bezeichnet 1542; mit Ausstattung | Fotos hochladen                |
| Kurfürst-Ruprecht-Gymnasium                       | Landwehrstraße 22 Lage                                                                                      | 1966–69                                | dreigeschossiges quadratisches Atriumgebäude in Betonskelettbauweise mit Turnhalle, Hausmeisterwohnung und Außenanlagen, 1966–69, Architekt Gerhard Dürr, Neustadt; bauliche Gesamtanlage | weitere Bilder Fotos hochladen |
| Skulptur                                          | Laustergasse, gegenüber Nr. 5 Lage                                                                          | um 1928                                | expressive Muschelkalkskulptur, um 1928 von Theo Siegle, Haßloch | Fotos hochladen                |
| Quartier Hornbach                                 | Le Quartier Hornbach 5–23 Lage                                                                              | 1923                                   | ehemalige „Caserne Turenne“; ein- bis dreigeschossige Walmdachbauten, neuklassizistische Motive, 1923, Architekt Th. Bossert; Exerzier- und Turnhalle, 1937, erneuter Ausbau 1947–53; bauliche Gesamtanlage einschließlich Brausebad mit fünfgeschossigem Wasserturm | weitere Bilder Fotos hochladen |
| Amtsgericht                                       | Lindenstraße 15 Lage                                                                                        | 1899/1900                              | ehemaliges Amtsgericht und Gefängnis; großvolumiger dreigeschossiger Walmdachbau, Renaissancemotive, 1899/1900, Erweiterung 1914 | Fotos hochladen                |
| Casimirianum                                      | Ludwigstraße 1 Lage                                                                                         | 1579                                   | dreigeschossiger Renaissancebau mit Walmdach und Treppenturm, bezeichnet 1579, spätgotischer Kapellenanbau, Ende des 15. Jahrhunderts | weitere Bilder Fotos hochladen |
| Wohn- und Geschäftshaus                           | Ludwigstraße 10 Lage                                                                                        | 1913                                   | ehemalige Matzenbäckerei; Wohn- und Geschäftshaus, klassizierender Heimatstileinfluss, bezeichnet 1913, Architekt W. Schönwetter | Fotos hochladen                |
| Jüdisches Gemeinde- und Schulhaus                 | Ludwigstraße 20 Lage                                                                                        | 1909–11                                | ehemaliges Versammlungslokal der israelitischen Kultusgemeinde mit Schule; doppelgeschossiger Sandsteinquaderbau mit Kniestock, polygonaler Eckturm, Rundbogenstil, 1909–11, Architekt C. Dietrich | Fotos hochladen                |
| Westschule                                        | Ludwigstraße 30 Lage                                                                                        | 1877                                   | dreigeschossiger dreizehnachsiger Walmdachbau mit Eingangsrisaliten, 1877 eingeweiht | Fotos hochladen                |
| Wohnhaus                                          | Luisenstraße 1 Lage                                                                                         | 1881                                   | stattliches gründerzeitliches Wohnhaus mit Ecktürmen, 1881, Erweiterung 1886 | BW                             |
| Torbogen                                          | Mandelgasse, an Nr. 8 Lage                                                                                  | 1653                                   | Hoftorbogen, bezeichnet 1653 | BW                             |
| Marktbrunnen                                      | Marktplatz Lage                                                                                             | 1870                                   | zweischaliger Neurenaissance-Laufbrunnen, 1870, Entwurf Alfred Friedrich Bluntschli, Heidelberg | weitere Bilder Fotos hochladen |
| Stadthaus                                         | Marktplatz 1 Lage                                                                                           | 1729                                   | ehemaliges Jesuitenkolleg; barocke dreigeschossige Vierflügelanlage, 1729 begonnen, Portal bezeichnet 1743 | weitere Bilder Fotos hochladen |
| Stiftskirche                                      | Marktplatz 2, Hauptstraße 97 Lage                                                                           | 1368                                   | ehemalige Stiftskirche Unserer Lieben Frau und St. Ägidien; Gewölbebasilika, Sandsteinquaderbau mit Doppelturmfassade; Chor 1368 begonnen, Chorweihe 1383, Langhaus wohl um 1418 begonnen, Nordturm bezeichnet 1487, 1488, 1489, Südturm des Vorgängerbaus; mit Ausstattung, Wandmalerei, Grabdenkmäler des 15. bis 18. Jahrhunderts | weitere Bilder Fotos hochladen |
| Scheffelhaus                                      | Marktplatz 4 Lage                                                                                           | 1580                                   | Wohn- und Geschäftshaus; reicher viergeschossiger Renaissance-Fachwerkbau, teilweise massiv, bezeichnet 1580 und 1877 (Erneuerung) | weitere Bilder Fotos hochladen |
| Wohnhaus                                          | Marktplatz 6/6a Lage                                                                                        | 1848                                   | klassizistisches dreigeschossiges Wohnhaus, 1848 | Fotos hochladen                |
| Wohn- und Geschäftshäuser                         | Marktplatz 7/7a Lage                                                                                        | 1871                                   | zwei spätklassizistische Wohn- und Geschäftshäuser mit Drempel, 1871 | Fotos hochladen                |
| Kurpfälzische Vizedomei                           | Marktplatz 8 Lage                                                                                           | 1737                                   | ehemalige kurfürstliche Vizedomei; barocke Dreiflügelanlage, bezeichnet 1737; Hinterhaus mit Lüftungsgauben | Fotos hochladen                |
| Wohn- und Geschäftshaus                           | Marktplatz 9 Lage                                                                                           | Anfang des 17. Jahrhunderts            | Eckwohn- und Geschäftshaus; dreigeschossiger Renaissance-Krüppelwalmdachbau, teilweise Fachwerk, Anfang des 17. Jahrhunderts | weitere Bilder Fotos hochladen |
| Wohn- und Gasthaus                                | Marktplatz 10 Lage                                                                                          | 1472                                   | Wohn- und Gasthaus; dreigeschossiger Fachwerkbau, teilweise massiv, Krüppelwalmdach, bezeichnet 1736, im Kern von 1472, Veränderungen 1593 und 1703, Neurenaissance-Ladeneinbau spätes 19. Jahrhundert; platzbildprägend | Fotos hochladen                |
| Wohn- und Geschäftshaus                           | Marktplatz 11 Lage                                                                                          | 1424                                   | spätmittelalterlicher winkelförmiger Fachwerkbau; Hinterhaus von 1424, Vorderhaus von 1485 mit Torfahrt, bezeichnet 1716; Renaissance-Treppenturm mit Wandmalerei, bezeichnet 1600; Renaissance-Wappenstein, bezeichnet 1572 | weitere Bilder Fotos hochladen |
| Wohnhaus                                          | Marktplatz 12, Juliusplatz 1/3 Lage                                                                         | frühes 18. Jahrhundert                 | barocker dreigeschossiger Walmdachbau, frühes 18. Jahrhundert, Ladeneinbau 19. Jahrhundert | Fotos hochladen                |
| Wohnhaus                                          | Marstall 4 Lage                                                                                             | 1816                                   | Wohnhaus mit Mansarddach, bezeichnet 1816; mit Ausstattung | weitere Bilder Fotos hochladen |
| Protestantische Martin-Luther-Kirche              | Martin-Luther-Straße 44 Lage                                                                                | 1963–65                                | kubischer Stahlbetonbau mit Zeltdach, 1963–65, Architekt Hansgeorg Fiebiger, Kaiserslautern, Kampanile 1971 | weitere Bilder Fotos hochladen |
| Wandbild                                          | Martin-Luther-Straße, an Nr. 89 Lage                                                                        | 1956                                   | polychromes Wandbild, Sgraffitomischtechnik, bezeichnet 1956 von Gustl Stein | weitere Bilder Fotos hochladen |
| Wohnhaus                                          | Maximilianstraße 5 Lage                                                                                     | 1830                                   | klassizistischer elfachsiger Walmdachbau, bezeichnet 1830 | weitere Bilder Fotos hochladen |
| Wohnhaus                                          | Maximilianstraße 6 Lage                                                                                     | um 1830                                | klassizistisches siebenachsiges Wohnhaus, um 1830, Fachwerkvorbau vom Ende des 19. Jahrhunderts, mit Ausstattung; straßenbildprägend | weitere Bilder Fotos hochladen |
| Wohnhaus                                          | Maximilianstraße 7 Lage                                                                                     | 1851                                   | spätklassizistisches neunachsiges Zeilenwohnhaus mit Kniestock, 1851, mit Ausstattung; straßenbildprägend | weitere Bilder Fotos hochladen |
| Weingut                                           | Maximilianstraße 16 Lage                                                                                    | 1847                                   | ehemaliges Weingut; spätklassizistischer neunachsiger Krüppelwalmdachbau mit Drempel, 1847, fünfachsiger Ostflügel 1914/15, Architekt Th. Walch, Mannheim; Ausstattung; eingeschossiger Wirtschaftstrakt, weitläufige Keller; bauliche Gesamtanlage | Fotos hochladen                |
| Wohnhaus                                          | Maximilianstraße 17/19 Lage                                                                                 | 1878                                   | stattliches gründerzeitliches Doppelwohnhaus mit Drempel, 1878; mit Ausstattung | Fotos hochladen                |
| Weingut                                           | Maximilianstraße 18 Lage                                                                                    | um 1849                                | ehemaliges Weingut; klassizistische Walmdach-Villa, um 1849, mit Ausstattung; historistischer Wintergarten bezeichnet 1884; Kelleranlage, Garten | Fotos hochladen                |
| Villa                                             | Maximilianstraße 20 Lage                                                                                    | 1870                                   | spätklassizistische Walmdachvilla mit Risaliten, 1870, mit Ausstattung; sogenanntes Kutscherhaus, gleichzeitiger eineinhalbgeschossiger Walmdachbau | weitere Bilder Fotos hochladen |
| Wohnhaus                                          | Maximilianstraße 21 Lage                                                                                    | 1850                                   | zweigeschossiger klassizistischer Putzbau, 1850; mit Innenausstattung | weitere Bilder Fotos hochladen |
| Wohnhaus                                          | Maximilianstraße 23 Lage                                                                                    | 1844                                   | spätklassizistischer Walmdachbau, 1844 | Fotos hochladen                |
| Villa                                             | Maximilianstraße 24/26 Lage                                                                                 | 1873                                   | spätklassizistische Doppelvilla mit Walmdach, bezeichnet 1873, mit Ausstattung | weitere Bilder Fotos hochladen |
| Villa Böhm                                        | Maximilianstraße 25 Lage                                                                                    | ab 1886                                | repräsentativer späthistoristischer Sandsteinquaderbau mit Belvedereturm, Veranda, Pergola, Standerker, ab 1886, Architekt Ludwig Levy, Karlsruhe, Baudekor F. Binz, Karlsruhe; mit Ausstattung; in der Parkanlage Spolien, gotische Grabplatte, römischer Sarkophag | weitere Bilder Fotos hochladen |
| Villa                                             | Maximilianstraße 27 Lage                                                                                    | 1846                                   | spätklassizistische Walmdach-Villa mit Kniestock, 1846, Architekt F. Stadler, Zürich; mit Ausstattung; im Garten Achteckpavillon | weitere Bilder Fotos hochladen |
| Villa mit Weinkellerei                            | Maximilianstraße 29 Lage                                                                                    | 1896                                   | Villa mit Weinkellerei, 1896 von P. Kippenhan, 1912 umgebaut und erweitert von Architekt Otto Reimers, Neustadt an der Weinstraße; winkelförmiger Sandsteinbau; Garten; bauliche Gesamtanlage | BW                             |
| Villa                                             | Maximilianstraße 32 Lage                                                                                    | ab 1893                                | gründerzeitliche Neurenaissance-Villa auf reich gegliedertem Grundriss, ab 1893, Architekt P. Kippenhan, Neustadt; mit Ausstattung; Nebengebäude | BW                             |
| Villa                                             | Maximilianstraße 33 Lage                                                                                    | 1873/74                                | eineinhalbgeschossige gründerzeitliche Villa mit aufwändigem Eingangsrisalit, 1873/74 | Fotos hochladen                |
| Bezirksamt                                        | Maximilianstraße 35 Lage                                                                                    | 1878–80                                | ehemaliges königlich-bayerisches Bezirksamt; repräsentativer späthistoristischer Mansardwalmdachbau, 1878–80 | Fotos hochladen                |
| Wohn- und Geschäftshaus                           | Maximilianstraße 39 Lage                                                                                    | 1844                                   | Wohn- und Geschäftshaus, spätklassizistischer Walmdachbau mit Drempel, 1844 | Fotos hochladen                |
| Villa                                             | Maximilianstraße 43 Lage                                                                                    | 1892                                   | spätgründerzeitliche Villa, Sandsteinquaderbau, Ecktürmchen, 1892; Remise, Garten | Fotos hochladen                |
| Katholische Pfarrkirche St. Pius                  | Max-Slevogt-Straße 1 Lage                                                                                   | 1958/59                                | Stahlbetonbau auf trapezförmigem Grundriss mit vortretendem Turm, 1958/59, Architekt J. Blanz, Farbverglasung von Johannes Schreiter | BW                             |
| Wohn- und Geschäftshaus                           | Metzgergasse 2 Lage                                                                                         | 16. bis 18. Jahrhundert                | Fachwerkkomplex, 16. bis 18. Jahrhundert; Vorderhaus bezeichnet 1703, Ladeneinbau 19. Jahrhundert; im Hof Fachwerkbau und eingeschossiger Renaissancebau, bezeichnet [16]58 | Fotos hochladen                |
| Wohn- und Geschäftshaus                           | Metzgergasse 3 Lage                                                                                         | 1384                                   | dreigeschossiges Fachwerkhaus, teilweise massiv, im Kern von 1384, teilweise Erneuerung 1535, Fassade bezeichnet 1604 | weitere Bilder Fotos hochladen |
| Architekturteile                                  | Metzgergasse, an Nr. 5 Lage                                                                                 | 18. Jahrhundert                        | Torbogen bezeichnet 1723, Relief bezeichnet 1716; Fachwerk-Hofüberbauung, 18. Jahrhundert | Fotos hochladen                |
| Gasthaus Marktstübl                               | Metzgergasse 6 Lage                                                                                         | 1720                                   | dreigeschossiges barockes Fachwerkhaus, teilweise massiv, bezeichnet 1720, im Kern älter | Fotos hochladen                |
| Wohnhaus                                          | Metzgergasse 7 Lage                                                                                         | 18. Jahrhundert                        | schmales dreigeschossiges barockes Fachwerkhaus, 18. Jahrhundert | Fotos hochladen                |
| Wohnhaus                                          | Metzgergasse 8/10 Lage                                                                                      | um 1600                                | dreigeschossiges Renaissance-Wohnhaus, bezeichnet 1781, im Kern um 1600, Fachwerk-Obergeschoss wohl aus dem 18. Jahrhundert, dreigeschossiger Anbau um 1822/30, südlich viergeschossiger Anbau | weitere Bilder Fotos hochladen |
| Wohn- und Gasthaus                                | Metzgergasse 11 Lage                                                                                        | 1604                                   | Renaissance-Fachwerkhaus, teilweise massiv, bezeichnet 1604 | Fotos hochladen                |
| Wohnhaus                                          | Metzgergasse 15 Lage                                                                                        | 1396                                   | spätmittelalterlicher dreigeschossiger Fachwerkständerbau, 1396, Umbau und massives Erdgeschoss um 1715 | Fotos hochladen                |
| Dachstuhl                                         | Metzgergasse, in Nr. 17 Lage                                                                                | 1486                                   | spätmittelalterliches Dachtragwerk von 1486, 1528 wohl verändert; über 1925 neu errichtetem Gebäude | BW                             |
| Haus Zum Stern                                    | Mittelgasse 1a Lage                                                                                         | 1502                                   | spätmittelalterlicher Fachwerkbau, datiert 1502, massives Erdgeschoss aus der zweiten Hälfte des 18. Jahrhunderts; barocker Torbau bezeichnet 1765 | Fotos hochladen                |
| Wohn- und Geschäftshaus                           | Mittelgasse 2/4 Lage                                                                                        | 1776                                   | langgestreckter spätbarocker Fachwerkbau, teilweise massiv, bezeichnet 1776, Ladeneinbau 19. Jahrhundert, Innenhof | weitere Bilder Fotos hochladen |
| Gasthaus Zur Herberge                             | Mittelgasse 3 Lage                                                                                          | 1405                                   | im Kern spätmittelalterlicher dreigeschossiger Fachwerkbau mit Kehlbalkendach von 1405, Torbogen bezeichnet 1595, Rückgebäude bezeichnet 1623 | weitere Bilder Fotos hochladen |
| Wohn- und Geschäftshaus                           | Mittelgasse 5 Lage                                                                                          | 1912                                   | ehemaliges „Café Central“; Wohn- und Geschäftshaus, historisierender Mansarddachbau, 1912 | Fotos hochladen                |
| Hofanlage                                         | Mittelgasse 6 Lage                                                                                          | 15. bis 19. Jahrhundert                | um Innenhof gruppierte Fachwerkbauten, 15. bis 19. Jahrhundert; zweiteiliges Fachwerkhaus, 1471 und 1479, Scheune 18. Jahrhundert und älter, weitere Hofgebäude 18. und 19. Jahrhundert | Fotos hochladen                |
| Architekturteile                                  | Mittelgasse, an Nr. 8 Lage                                                                                  | 1562                                   | zwei Renaissancebögen, bezeichnet 1562 und 1591, Treppenturm bezeichnet 1593 | Fotos hochladen                |
| Wohnhaus                                          | Mittelgasse 12 Lage                                                                                         | um 1600                                | dreigeschossiges Wohnhaus mit Renaissance-Torbogen, im Kern um 1600, Obergeschoss-Gliederungen aus dem 19. Jahrhundert | Fotos hochladen                |
| Wohnhaus                                          | Mittelgasse 14 Lage                                                                                         | spätes 16. Jahrhundert                 | dreigeschossiges Wohnhaus, teilweise Fachwerk, im Kern aus dem späten 16. Jahrhundert, im Hof Mansarddachbauten, Wappen-Portal bezeichnet 1594 | Fotos hochladen                |
| Wohnhaus                                          | Mittelgasse 16 Lage                                                                                         | 1487                                   | im Kern gotisches Wohnhaus, bezeichnet 1487, barocke Überformung im 18. Jahrhundert | Fotos hochladen                |
| Portal                                            | Mittelgasse, an Nr. 17 Lage                                                                                 | 1732                                   | Barockportal, bezeichnet 1732 | Fotos hochladen                |
| Wohnhaus                                          | Mittelgasse 20 Lage                                                                                         | 1602                                   | Renaissance-Erdgeschoss mit Torbogen, bezeichnet 1602, Fachwerk-Obergeschoss 17. Jahrhundert | weitere Bilder Fotos hochladen |
| Torbogen                                          | Mittelgasse, an Nr. 22 Lage                                                                                 | 1608                                   | Renaissance-Torbogen, bezeichnet 1608 | Fotos hochladen                |
| Gedenkstein                                       | Mittelgasse, bei Nr. 22 Lage                                                                                | 1823                                   | Gedenkstein; obeliskartiger Inschriftenstein, bezeichnet 1823 | Fotos hochladen                |
| Wohnhaus                                          | Moltkestraße 3 Lage                                                                                         | 1900                                   | stattlicher Neurenaissance-Walmdachbau, 1900, Ausstattung; Kelterhaus von 1905 | weitere Bilder Fotos hochladen |
| Wohnhaus                                          | Moltkestraße 12 Lage                                                                                        | 1895                                   | repräsentative Doppelhaushälfte, Neurenaissance mit gotisierenden Motiven, 1895, Architekt Wilhelm Schulte I., mit Ausstattung | Fotos hochladen                |
| Villa                                             | Mozartstraße 1a Lage                                                                                        | 1898                                   | großbürgerliche Neurenaissance-Villa auf bewegtem Grundriss, 1898, mit Ausstattung | Fotos hochladen                |
| Weinstraßendenkmal                                | Mußbacher Landstraße Lage                                                                                   | 1941                                   | Denkmal der Deutschen Weinstraße; reliefierte Stele, 1941 von Gustav Adolf Bernd, Kaiserslautern | Fotos hochladen                |
| Villa                                             | Pfalzgrafenstraße 2 Lage                                                                                    | 1906                                   | Jugendstilvilla, Sandsteinquaderbau mit Walmdach, bezeichnet 1906, mit Ausstattung | BW                             |
| Villa Knöckel                                     | Quellenstraße 32 Lage                                                                                       | 1887–89                                | gründerzeitlicher Neurenaissancebau mit Risaliten und Walmdach, 1887–89, Architekt C. Schaepler und H. Voss, Mannheim, mit Ausstattung; englischer Garten mit Umfassungsmauer; bauliche Gesamtanlage mit Würzmühle 2: spätklassizistisches Wohnhaus, um 1870 (⊙) | BW                             |
| Katholisches Pfarrhaus                            | Rathausstraße 1 Lage                                                                                        | 1885                                   | ehemaliges katholisches Pfarrhaus; stattlicher Gründerzeitbau, Neurenaissancemotive, bezeichnet 1885, Architekt Matthias Lichtenberger (?) | weitere Bilder Fotos hochladen |
| Wohn- und Geschäftshaus                           | Rathausstraße 2 Lage                                                                                        | 1605                                   | Eckwohn- und Geschäftshaus; dreigeschossiger Walmdachbau, teilweise Fachwerk, bezeichnet 1605, Ladeneinbau 19. Jahrhundert, Ausstattung; Kellerportal im Hof bezeichnet 1605 | BW                             |
| Wohnhäuser                                        | Rathausstraße 3/5, Ludwigstraße 2 Lage                                                                      | 18. Jahrhundert                        | um Innenhof gruppierte dreiteilige Baugruppe, teilweise Fachwerk, im Kern aus dem 18. Jahrhundert, Nr. 3 bezeichnet 1807, Nr. 5 bezeichnet 1835 | weitere Bilder Fotos hochladen |
| Wohn- und Geschäftshaus                           | Rathausstraße 4 Lage                                                                                        | 1575                                   | dreigeschossiger Renaissance-Fachwerkbau, teilweise massiv, datiert um 1575, Ladeneinbau 19. Jahrhundert | Fotos hochladen                |
| Steinhäuser Hof                                   | Rathausstraße 6 Lage                                                                                        | 13. bis 19. Jahrhundert                | auch Kubyscher Hof; gotische Baugruppe um malerischen Innenhof, 13. bis 19. Jahrhundert; dreigeschossiger Treppengiebelbau von 1277; dreigeschossiges reiches Renaissance-Fachwerkhaus, teilweise massiv, bezeichnet 1570; Westgebäude bezeichnet 1547 und 1587, Fachwerk-Kastenerker bezeichnet 1688 und 1911; mehrteiliger Ostflügel, bezeichnet 1583, Laubengang wohl 1604; Nordabschnitt bezeichnet 1703; ehemalige Wirtschaftsgebäude bezeichnet 1809, Remise über älterem Keller bezeichnet 1809 | weitere Bilder Fotos hochladen |
| Hofanlage                                         | Rathausstraße 18 Lage                                                                                       | erste Hälfte des 18. Jahrhunderts      | barocke Hofanlage, erste Hälfte des 18. Jahrhunderts; siebenachsiger Walmdachbau, mit Ausstattung, Nebengebäude teilweise Fachwerk | Fotos hochladen                |
| Hofanlage                                         | Rathausstraße 19 Lage                                                                                       | 18. oder 19. Jahrhundert               | Hofanlage, 18. oder 19. Jahrhundert; barocker Putzbau, teilweise Fachwerk, Renaissanceportal um 1600, dreigeschossiger Nordflügel, ein- und zweigeschossige Nebengebäude, bezeichnet 1824 | Fotos hochladen                |
| Hofanlage                                         | Rathausstraße 22 Lage                                                                                       | 1604                                   | Hofanlage; spätbarock überformter Fachwerkbau, teilweise massiv, bezeichnet 1604, Torfahrt bezeichnet 1618 | Fotos hochladen                |
| Kellerportal                                      | Rathausstraße, an Nr. 24 Lage                                                                               | um 1600                                | Renaissance-Kellerportal, um 1600 | BW                             |
| Wohn - und Geschäftshaus                          | Rathausstraße 32 Lage                                                                                       | 1661                                   | reicher Fachwerkeckbau, teilweise massiv, bezeichnet 1661, 1696 und 1700, Kellerportal bezeichnet 1699 | weitere Bilder Fotos hochladen |
| Wohnhaus                                          | Rathausstraße 37 Lage                                                                                       | 1889                                   | neugotische Maßwerkarchitektur, 1889 | Fotos hochladen                |
| Wohnhaus                                          | Rathausstraße 38/40 Lage                                                                                    | 17. Jahrhundert                        | Fachwerkbau, teilweise massiv, im Kern wohl aus dem 17. Jahrhundert, Torbogen bezeichnet 1791 | Fotos hochladen                |
| Wohnhäuser                                        | Rathausstraße 42, 44, 46 Lage                                                                               | 16. und 17. Jahrhundert                | Fachwerkhäuser, teilweise massiv, 16. und 17. Jahrhundert, Kantenständer bezeichnet 1590, Renaissance-Tor- und Ladenbogen | Fotos hochladen                |
| Wohnhaus                                          | Rathausstraße 48 Lage                                                                                       | um 1600                                | dreigeschossiger Renaissancebau, teilweise Fachwerk (verputzt), um 1600 | Fotos hochladen                |
| Wohnhaus                                          | Rathausstraße 58 Lage                                                                                       | 1792                                   | stattliches spätbarockes Eckwohnhaus mit Walmdach, bezeichnet 1792, Renaissance-Kellerportal bezeichnet 1588; mit barocker Ausstattung | Fotos hochladen                |
| Wohnhaus                                          | Richard-Wagner-Straße 48/50 Lage                                                                            | 1903/04                                | Zeilen-Doppelwohnhaus, Jugendstilbau mit Mansardwalmdach, 1903/04, Architekt C. Kreuzberg; mit Ausstattung | weitere Bilder Fotos hochladen |
| Wohnhaus                                          | Rittergartenstraße 11 Lage                                                                                  | 1835                                   | klassizistischer Walmdachbau mit überhöhter Mittelachse, bezeichnet 1835, mit Ausstattung; viergeschossiger Erweiterungskomplex, Kelterhaus von 1854, Fachwerkbau spätes 19. Jahrhundert, Garten mit Brücken | Fotos hochladen                |
| Wohnhaus                                          | Rittergartenstraße 15 Lage                                                                                  | 1830/31                                | dreigeschossiger klassizistischer Walmdachbau mit Loggia, 1830/31; Hintergebäude mit Drempel, 1833; eingeschossiger Backsteinbau, um 1890 | Fotos hochladen                |
| Wandbild                                          | Robert-Stolz-Straße, in Nr. 30 Lage                                                                         |                                        | polychromes Wandbild aus Steinplatten mit Mosaikfeldern, G. Vorhauer, Hambach (Foyer); monochrome Wandmalerei (Westflügel, erstes Obergeschoss) | BW                             |
| Wohnhaus                                          | Sauterstraße 2 Lage                                                                                         | 1825                                   | eingeschossiges klassizistisches Wohnhaus, 1825 | Fotos hochladen                |
| Wohnhaus                                          | Sauterstraße 3a Lage                                                                                        | Anfang des 19. Jahrhunderts            | ehemaliges Lagergebäude; Krüppelwalmdachbau, Anfang des 19. Jahrhunderts | Fotos hochladen                |
| Wohnhaus                                          | Sauterstraße 4 Lage                                                                                         | 1819                                   | klassizistischer siebenachsiger Krüppelwalmdachbau, 1819; straßenbildprägend | Fotos hochladen                |
| Fachwerkhaus                                      | Sauterstraße 17 Lage                                                                                        | 1716                                   | barockes Fachwerkhaus, teilweise massiv, bezeichnet 1716, Kellerzugang bezeichnet 1860 | Fotos hochladen                |
| Weingut                                           | Sauterstraße 18/20 Lage                                                                                     | 19. Jahrhundert                        | ehemaliges Weingut mit Hof und Garten, 19. Jahrhundert; zwei spätklassizistische Wohnhäuser, Nr. 18, 1882, Nr. 20 mit Walmdach, um 1850; bauliche Gesamtanlage mit wehrähnlicher Aussichtsanlage mit Belvedere, 1843 | weitere Bilder Fotos hochladen |
| Wohnhaus                                          | Sauterstraße 50/52/54 Lage                                                                                  | 1903                                   | dreiteiliges dreigeschossiges Jugendstil-Zeilenwohnhaus, 1903, Architekt C. Kreuzberg; straßenbildprägend | Fotos hochladen                |
| Tribüne                                           | Sauterstraße 89a Lage                                                                                       | 1937                                   | Tribüne der Stadionanlage; Eisenbetonkonstruktion mit Flugdach, 1937; im Norden zugeordnet Kassenhäuschen | BW                             |
| Schöntalschule                                    | Sauterstraße 95 Lage                                                                                        | 1928                                   | winkelförmiger Walmdachbau in klassizierendem Heimatstil, 1928, Architekt L. Fücks; dreigeschossig Erweiterung in Rasterbauweise mit Flugdach, 1964–68, Ausstattung; bauliche Gesamtanlage mit Verbindungstrakt und Turnhalle | BW                             |
| Eisenbahnmuseum                                   | Schillerstraße 3 Lage                                                                                       | 1846/47                                | ehemaliger Lokomotivschuppen; 23-achsige zweischiffige Halle, 1846/47, etwa gleichzeitiges Werkstattgebäude; zugehörig historische Schienenfahrzeuge, Gleisanlagen etc. | weitere Bilder Fotos hochladen |
| Wohnhaus                                          | Schillerstraße 40/42 Lage                                                                                   | 1899                                   | historistisches eineinhalbgeschossiges Doppelhaus im Villenstil, Neurenaissancemotive, bezeichnet 1899 | Fotos hochladen                |
| Natur- und Tierpark Neustadt an der Weinstraße    | Schöntalstraße ohne Nummer Lage                                                                             | 1883                                   | gründerzeitliche Parkanlage mit Grotte, Brücke, Wasserfall, Rundbau mit Aussichtsplattform, Fontänenbereich, 1883, holzverkleidetes Wärterhaus, 1934, Architekt O. Schaltenbrand, 1952/53 Umgestaltung | Fotos hochladen                |
| Tuchfabrik Oehlert                                | Schöntalstraße 1a und 3/5 Lage                                                                              | 1906–08                                | ehemalige Tuchfabrik Oehlert; anspruchsvoll gestaltete historisch gewachsene Industrieanlage; dreiflügeliger Komplex mit dreigeschossiger Produktionshalle, Eisenbetonkonstruktion in Rasterbauweise, Treppenturm und Erweiterung, 1906–08, 1916–18, 1951/52 | Fotos hochladen                |
| Königsmühle                                       | Schöntalstraße 9/11 Lage                                                                                    | nach 1883                              | auch Schöntaler Mühle; stattlicher Baukomplex mit Teichen; dreigeschossiger Hauptbau mit Schwebegiebeln, nach 1883, Belvedereturm 1888, Neurenaissance-Veranda 1889 | BW                             |
| Wohn- und Geschäftshaus                           | Schütt 1 Lage                                                                                               | 1921                                   | neuklassizistisches dreigeschossiges Eckwohn- und Geschäftshaus mit Walmdach, bezeichnet 1921 | Fotos hochladen                |
| Wohn- und Geschäftshaus                           | Schütt 3 Lage                                                                                               | 1899                                   | stattliches dreigeschossiges Neurenaissance-Wohn- und Geschäftshaus, 1899, mit Ausstattung | weitere Bilder Fotos hochladen |
| Wohn- und Geschäftshaus                           | Schütt 5/7 Lage                                                                                             | 1904/05                                | dreigeschossige Jugendstil-Wohn- und Geschäftshausgruppe, 1904/05, Architekt C. Kreuzberg, mit Ausstattung; an Nr. 7 Renaissance-Spolien, bezeichnet 1584 und 1597 | Fotos hochladen                |
| Wohn- und Geschäftshaus                           | Schütt 6/8 Lage                                                                                             | 1900                                   | Zeilendoppelwohn- und Geschäftshaus; neubarocker dreigeschossiger Mansarddachbau, bezeichnet 1900, Architekt C. Dietrich | Fotos hochladen                |
| Wohn- und Geschäftshaus                           | Schütt 10 Lage                                                                                              | 1900                                   | Zeilenwohn- und Geschäftshaus; dreigeschossiger Neurenaissancebau mit Mansarddach, bezeichnet 1900 | weitere Bilder Fotos hochladen |
| Post                                              | Schütt 13 Lage                                                                                              | um 1882                                | ehemalige Post; stadtbildprägender dreigeschossiger spätklassizistischer Putzbau, um 1882 vollendet; integriert der im Kern mittelalterliche Stadtmauereckturm (sogenannter Storchenturm oder „Weißer Turm“) | weitere Bilder Fotos hochladen |
| Wohnhaus                                          | Schütt 16 Lage                                                                                              | 1890                                   | spätklassizistischer villenartiger Walmdachbau mit Eckturm, 1890, Architekt Franz Huber, Ausstattung | weitere Bilder Fotos hochladen |
| Wohn- und Geschäftshaus                           | Schütt 22 Lage                                                                                              | 1881                                   | dreigeschossiges Neurenaissance-Eckwohn- und Geschäftshaus, bezeichnet 1881 | Fotos hochladen                |
| Katholisches Schwesternhaus                       | Schwesternstraße 16 Lage                                                                                    | 1889/90                                | ehemaliges katholisches Schwesternhaus; gotisierender Krüppelwalmdachbau, 1889/90, Architekt Franz Huber | Fotos hochladen                |
| Wohn- und Geschäftshaus                           | Stangenbrunnengasse 1 Lage                                                                                  | 1830                                   | dreigeschossiges klassizistisches Eckwohn- und Geschäftshaus, überstehendes Walmdach, bezeichnet 1830 | Fotos hochladen                |
| Wohnhäuser                                        | Stangenbrunnengasse 5 Lage                                                                                  | 1577                                   | dreigeschossige Fachwerkhäuser, teilweise massiv, im Westen bezeichnet (15)77, Hochkeller bezeichnet 1788, östlicher Teil wohl aus dem 17. Jahrhundert, Ladeneinbau 19. Jahrhundert | Fotos hochladen                |
| Fachwerkhaus                                      | Stangenbrunnengasse 6 Lage                                                                                  | 16. oder 17. Jahrhundert               | dreigeschossiges Fachwerkhaus (verputzt) mit Torfahrt, im Kern wohl aus dem 16. oder 17. Jahrhundert, im 19. Jahrhundert überformt; Rückgebäude, teilweise Fachwerk, 17. Jahrhundert (?) | Fotos hochladen                |
| Wohn- und Geschäftshäuser                         | Stangenbrunnengasse 15/17 Lage                                                                              | 17. Jahrhundert                        | zwei Wohn- und Geschäftshäuser, teilweise Fachwerk, im Kern aus dem 17. Jahrhundert, Nr. 15 dreigeschossig, Hintergebäude bezeichnet 1601, Ladeneinbauten 19. Jahrhundert | weitere Bilder Fotos hochladen |
| Wohn- und Geschäftshaus                           | Stangenbrunnengasse 18 Lage                                                                                 | 16. oder 17. Jahrhundert               | barocker Krüppelwalmdachbau, teilweise Fachwerk (verputzt), im Kern wohl aus dem 16. oder 17. Jahrhundert, kleiner barocker Anbau | weitere Bilder Fotos hochladen |
| Wandbild                                          | Stettiner Straße, an Nr. 2 Lage                                                                             | 1958/60                                | farbiges Wandbild, 1958/60 | BW                             |
| Skulptur                                          | Stiftstraße, vor Nr. 10 Lage                                                                                | 1887                                   | Bronzebüste Friedrich Hetzels, 1887 von W. von Rümann, München | Fotos hochladen                |
| Bankgebäude                                       | Strohmarkt 1, Villenstraße 1a Lage                                                                          | 1895/1896                              | repräsentatives Bankgebäude, winkelförmiger Neurenaissance-Walmdachbau mit Eckturmerker, bezeichnet 1895/1896, Architekt A. Hanser, Karlsruhe | Fotos hochladen                |
| Haus Fuchs                                        | Strohmarkt 12 Lage                                                                                          | 1902/03                                | spätgründerzeitliches dreigeschossiges Eckwohn- und Geschäftshaus mit Mansardwalmdach, neugotische und Jugendstilmotive, 1902/03, Architekt Wilhelm Schulte I | Fotos hochladen                |
| Bürogebäude                                       | Talstraße 11 Lage                                                                                           | 1902/03                                | ehemaliges Bürogebäude der Wayss & Freytag AG; Eisenbetonkonstruktion, Backstein-Gefachausmauerung, 1902/03, Architekt Franz Huber, drittes Geschoss 1906/07, Architekt R. Stein | Fotos hochladen                |
| Hofanlage                                         | Talstraße 23 Lage                                                                                           | 18. Jahrhundert                        | Hofanlage, 18. Jahrhundert; Fachwerkhaus über massivem Hochkeller und Scheune; hofseitig Spolie (Säule), spätes 16. Jahrhundert | BW                             |
| Portal                                            | Talstraße, an Nr. 48 Lage                                                                                   | 1900                                   | Portal mit reich dekoriertem Türblatt, 1900 | BW                             |
| Wohnhaus                                          | Talstraße 53 Lage                                                                                           | 1875                                   | spätklassizistisches Wohnhaus mit Drempel, bezeichnet 1875, rückseitig Treppenhausrisalite mit Jugendstil-Farbverglasung, mit Ausstattung; straßenbildprägend | Fotos hochladen                |
| Skulptur                                          | Talstraße, bei Nr. 110 Lage                                                                                 | 1941                                   | expressive Adlerskulptur, 1941 von F. Korter, Saargemünd | BW                             |
| Villa und Park                                    | Talstraße 148 Lage                                                                                          | 1878                                   | Villa und Park der ehemaligen Würzmühle; Neurenaissance-Villa mit Walmdach, 1878, mit Ausstattung; Gartenanlage mit Gartenhaus | BW                             |
| Villa Oehlert                                     | Talstraße 231 Lage                                                                                          | 1870                                   | spätklassizistische Walmdach-Villa mit Eingangsrisalit, bezeichnet 1870, Erweiterungen 1921 und 1927, mit Ausstattung; bauliche Gesamtanlage mit Garten und Nebengebäuden | Fotos hochladen                |
| Villa und Fabrikbau                               | Talstraße 268 Lage                                                                                          | 1893                                   | auf dem Gelände der ehemaligen Papierfabrik Hoffmann & Engelmann Fabrikantenvilla und Fabrikbau; späthistoristische Walmdach-Villa, Neurenaissancemotive, aufwändiger neubarocker Portalvorbau, bezeichnet 1893, Architekt Heinrich Berg, mit Ausstattung; sachlicher Fabrikbau, winkelförmige Eisenbetonkonstruktion (verputzt), 1928, Architekt J. Müller, Wasserturm; im Pförtnerhaus barocke Spolie, bezeichnet 1709 | Fotos hochladen                |
| Arbeitersiedlung                                  | Talstraße 309/311, 313/315 Lage                                                                             | 1889                                   | Arbeitersiedlung; zwei dreigeschossige Doppelwohnhäuser, Nr. 309/311 sechzehnachsiger Sandsteinquaderbau, 1889, Architekt Heinrich Berg; Nr. 313/315 reicher gegliederter Walmdachbau, bezeichnet 1912, Architekt F. X. Krämer | Fotos hochladen                |
| Villa                                             | Talstraße 335 Lage                                                                                          | 1889                                   | repräsentative, späthistoristische Walmdach-Villa mit Risalit, Standerker, Veranda/Wintergarten, 1889, Architekt Heinrich Berg | Fotos hochladen                |
| Büroraum                                          | Theodor-Körner-Straße, in Nr. 7 Lage                                                                        | 1925                                   | Chefzimmer mit Vorraum und Ausstattung, 1925; in einem Geschäftshaus von 1925, Architekt J. Müller | BW                             |
| Wohn- und Geschäftshaus                           | Turmstraße 3 Lage                                                                                           | 1790                                   | Wohn- und Geschäftshaus; spätbarocker Mansarddachbau, bezeichnet 1790, Ladeneinbau 19. Jahrhundert; in der Durchfahrt Bogenstein, bezeichnet 1611; straßenbildprägend | weitere Bilder Fotos hochladen |
| Wohn- und Geschäftshaus                           | Turmstraße 5 Lage                                                                                           | 1443                                   | Wohn- und Geschäftshaus; dreigeschossiger Krüppelwalmdachbau, im Kern wohl von 1443 (datiert), Fachwerkfassade 1691 (?) | Fotos hochladen                |
| Käthe-Kollwitz-Gymnasium                          | Villenstraße 1 Lage                                                                                         | 1912                                   | dreigeschossiger Walmdachbau, Heimatstil, bezeichnet 1912, Architekt S. Buchegger, Ausstattung; stadtbildprägend | weitere Bilder Fotos hochladen |
| Villa                                             | Villenstraße 13/13a Lage                                                                                    | 1883                                   | neugotische Villa mit Stufengiebel, 1883, Architekt Th. Brug, Mannheim; doppelgeschossiger tonnengewölbter Sandsteinkeller; bauliche Gesamtanlage | weitere Bilder Fotos hochladen |
| Villa Mathilde                                    | Villenstraße 15 Lage                                                                                        | 1880                                   | ehemalige „Villa Mathilde“; stattliche Gründerzeit-Villa mit Walmdach, Terrasse über Arkaden und Belvedere-Eckturm, 1880; stadtbildprägend | Fotos hochladen                |
| Spolie                                            | Villenstraße, an Nr. 40 Lage                                                                                | 1565                                   | Güterstein, bezeichnet 1565 und 1761 | Fotos hochladen                |
| Wohnhaus                                          | Vogelsangstraße 6 Lage                                                                                      | 1885                                   | gründerzeitliches Zeilenwohnhaus, Neurenaissance, bezeichnet 1885, mit Ausstattung | Fotos hochladen                |
| Turnhalle                                         | Volksbadstraße 4 Lage                                                                                       | 1891                                   | Turnhalle mit Turnerheim und ehemaligem Turnplatz; 1891 eingeweiht; historistische Backsteinbauten mit Walmdächern, Architekt wohl Matthias Lichtenberger | Fotos hochladen                |
| Wohnhaus                                          | Von-der-Tann-Straße 11 Lage                                                                                 | 1902                                   | stattliches dreigeschossiges Eckwohnhaus, neugotische und Neurenaissancemotive, 1902, Anbau von 1925 | Fotos hochladen                |
| Wohnhaus                                          | Von-Wissmann-Straße 5 Lage                                                                                  | 1925–27                                | anspruchsvoller Walmdachbau mit Zwerchhäusern und Balkonportikus, 1925–27, Architekt Friedrich Larouette, Frankenthal | Fotos hochladen                |
| Denkmal                                           | Von-Wißmann-Straße, bei Nr. 10 Lage                                                                         | 1911                                   | Gedenkstein Georg von Neumayer; reliefierte Natursteinstele, 1911 von J. W. Steger | Fotos hochladen                |
| Gasthaus Waldmannsburg                            | Waldstraße 107 Lage                                                                                         | vor 1784                               | stattliches Wohn- und Gasthaus; sechsachsiger Krüppelwalmdachbau vor 1784, klassizistischer Balkonportikus um 1831, dreiachsige Erweiterung 1883, Gewölbekeller und Wirtschaftsgebäude, Verbreiterung und Terrassenaufbau des eingeschossigen Anbaus um 1906; Gesamtanlage mit Landschaftsgarten. Erbauer vermutlich der pensionierte Offizier Francois Ignace de Waldmann († 1801) | Fotos hochladen                |
| Herz-Jesu-Kloster                                 | Waldstraße 145 Lage                                                                                         | 1927                                   | Kirchengebäude; Rechtecksaal, bossierte Sandsteinquader, expressionistische Motive, 1927 | Fotos hochladen                |
| Wohnhaus                                          | Wallgasse 16 Lage                                                                                           | 1875                                   | gründerzeitliches Wohnhaus, 1875, Jugendstilmalereien; mit Ausstattung | Fotos hochladen                |
| Volksbad                                          | Walter-Engelmann-Platz 1 Lage                                                                               | 1898/99                                | ehemaliges Volksbad; T-förmiger Gebäudekomplex mit eingeschossiger Schwimmhalle, Neurenaissancemotive, 1898/99, Architekt Karl Fischer, Bademeisterwohnung 1905/06, Erweiterungsbau (Talstraße 17a) 1911 | weitere Bilder Fotos hochladen |
| Katholische Pfarrkirche St. Josef                 | Winzinger Straße 54 Lage                                                                                    | 1933                                   | Basilika, bossierter Sandsteinquaderbau, neuromanische Motive, bezeichnet 1933, Architekt Wilhelm Schulte II.; mit Ausstattung | weitere Bilder Fotos hochladen |
| Gewölbekeller                                     | Winzinger Straße, an Nr. 61 Lage                                                                            | 15. bis 18. Jahrhundert                | oberirdischer Gewölbekeller, Spolien des 15. bis 18. Jahrhunderts | BW                             |
| Mönchshof                                         | Winzinger Straße 76 Lage                                                                                    | 1743                                   | große ummauerte Hofanlage; siebenachsiger Walmdachbau, bezeichnet 1743, Anbau mit Laube, bezeichnet 1910, eineinhalbgeschossige Scheune mit Krüppelwalmdach | weitere Bilder Fotos hochladen |
| Weingut                                           | Winzinger Straße 100 Lage                                                                                   | 1895                                   | ehemaliges Winzeranwesen; Neurenaissance-Villa mit Mansarddach, bezeichnet 1895, Ausstattung; stadtbildprägend | BW                             |
| Eilhardshof                                       | Wolfsburgstraße 25/27/29 Lage                                                                               | frühes 19. Jahrhundert                 | auch Fettig’sche Mühle; ehemaliges Mühlenanwesen mit Villa mit vollständig erhaltener Ausstattung und ummauertem Garten mit Skulpturen; eingeschossiges Wohnhaus, frühes 19. Jahrhundert, groß angelegte Erweiterung, Architekt A. Müller, Darmstadt, Polygonerker und Marmorsäulenterrasse 1924, Rundbogenfenster und -Portal, bezeichnet 1764, Ostflügel von 1927 mit älterem Turm von 1873; Nr. 27 Putzbau mit Drempel, 1873, neugotische Veränderungen; eingeschossige Remise, bezeichnet 1830, 1930 und 1817; Nr. 29 so genanntes Hausmeisterhaus von 1873; ausgedehnte Gartenanlage wohl von Philipp Siesmayer, Frankfurt; bauliche Gesamtanlage | BW                             |
| Bürogebäude                                       | Wolfsburgstraße 35 Lage                                                                                     | 1880                                   | ehemaliges Bürogebäude (Comptoir) der Papierfabrik Knöckel; eingeschossiger Walmdachbau, Neurenaissance, bezeichnet 1880, Erweiterung 1904/05 | BW                             |
| Spolie                                            | Ziegelgasse, an Nr. 13 Lage                                                                                 | 1587                                   | Wappenstein, bezeichnet 1587 | BW                             |
| Wohnhaus                                          | Zwerchgasse 7 Lage                                                                                          | 1777                                   | spätbarocker Mansarddachbau, Kellerportal bezeichnet 1777, Renaissance-Torbogen, dreigeschossiges Hintergebäude | weitere Bilder Fotos hochladen |
| Wohnhaus                                          | Zwerchgasse 13 Lage                                                                                         | 1757                                   | dreigeschossiges spätbarockes Fachwerkhaus mit massiver Fassade, bezeichnet 1757 | Fotos hochladen                |
| Wohn- und Geschäftshäuser                         | Zwerchgasse 17/21 Lage                                                                                      | 17. Jahrhundert                        | dreiteiliges Anwesen; Nr. 17 dreigeschossiger Fachwerkbau, teilweise massiv, 17. Jahrhundert, Ladeneinbau 19. Jahrhundert, Nr. 21 Putzbau unter Einbeziehung der Stadtmauer, 1834, Kellerportal bezeichnet 1598, dreigeschossiger Verbindungsbau | Fotos hochladen                |
| Weinberge                                         | nördlich der Stadt am Neustadter Berg; Fluren Fenichelberg, Vorderer Berg, Vogelsgesang und Ziegelberg Lage | 17. Jahrhundert                        | Weinberge; rasterförmig und kleinteilig parzellierte Hanglage mit Trockenmauern aus hammerrechtem Quaderwerk, spätestens aus dem 17. Jahrhundert, teilweise aus dem 19. Jahrhundert, in der Gemarkung Vogelsgesang Weinbergshäuschen; stadtbildprägend | BW                             |
| Weinbergshaus                                     | nördlich der Stadt; Flur Vorderer Berg Lage                                                                 | um 1850                                | Weinbergshaus; kleiner Satteldachbau, um 1850, Terrakottarosetten wohl aus dem späteren 19. Jahrhundert | BW                             |
| Weinbergshaus                                     | nördlich der Stadt; Flur Vogelsgesang Lage                                                                  | 1853/54                                | Weinbergshaus und Belvedere; spätklassizistischer Monopteros mit Kuppelhaube, bezeichnet 1853/54 | BW                             |
| Winzinger Gescheid                                | östlich der Stadt Lage                                                                                      | 18. Jahrhundert                        | Wasserbauwerk zur Kanalisierung des Speyerbachs und des Rehbachs, Sandsteinquader mit Steinmetzzeichen und Inschriften, 18. Jahrhundert | Fotos hochladen                |
| Haidmühle                                         | Haidmühle 1 Lage                                                                                            | 18. Jahrhundert                        | Dreiflügelanlage; Krüppelwalmdachbau 18. Jahrhundert, 1912 erneuert, Scheune bezeichnet 1754; Grenzstein bezeichnet 1757/1593/1756/1739/1821 | weitere Bilder Fotos hochladen |
| Conrad-Freytag-Blick                              | südlich der Stadt auf dem Kastanienberg Lage                                                                | 1912                                   | Aussichtsplateau mit Sandsteinbank, bezeichnet 1912 von O. Muy und A. Sauer, Sandsteintisch und -findling, Freitreppe | weitere Bilder Fotos hochladen |
| Axtwurfanlage                                     | westlich der Stadt am Nordhang des Nollen Lage                                                              | spätes 19. Jahrhundert                 | bedeutender, substanziell erhaltener Landschaftspark, spätes 19. Jahrhundert; Wegesystem mit hangparallelen und diagonalen, teilweise mit gestuften Verbindungswegen, ferner Plateaus und Aussichtsrondelle und Ruhebänke ab 1892, Anlage neuer Wege 1897/98 und 1901/02; nach 1945 Auflassung und Überbauung östlich gelegener Teile (einschließlich Stadtpark); seitdem zum Stadtwald gehörige Anlage ab 2003 freigelegt; Gedenkstein Christian Mehlis 1893–1924 von J. W. Steger, Max- oder Waldschratbrunnen 1918/19; nördlich außerhalb des Parks Vereinshaus oder Schutzhütte, 1914, Architekt Franz Huber | Fotos hochladen                |
| Ringwall                                          | westlich der Stadt auf dem Königsberg Lage                                                                  | 9. und 8. Jahrhundert v. Chr.          | stark verstürzte Buntsandsteinwallreste, 9. und 8. Jahrhundert v. Chr.; riegelartige Toranlage, 8. oder 9. Jahrhundert v. Chr. (?); beide mit vorgelagertem Graben; hallstattzeitlicher Gräberfeld mit elf Tumuli; am Südosthang oberhalb der Königsmühle und unterhalb der „Heidenlöcher“ die sogenannte Eremitage | BW                             |
| Oehlert’sche Wasserburg                           | westlich der Stadt unterhalb der Wolfsburg Lage                                                             | um 1880                                | Bruchsteinbau mit zwei Aussichtsterrassen, Hangwasseraustritt zur Zisterne im tonnengewölbten Untergeschoss, um 1880 | Fotos hochladen                |

## Ehemalige Kulturdenkmäler
| Bezeichnung | Lage                    | Baujahr                        | Beschreibung | Bild            |
| ----------- | ----------------------- | ------------------------------ | --- | --------------- |
| Wohnhaus    | Hintergasse 43 Lage     | 1710                           | stattliches barockes Wohnhaus, Torbogen bezeichnet 1710, wohl im späteren 18. Jahrhundert auf drei Geschosse erhöht; abgebrochen                                       | BW              |
| Wohnhaus    | Kirchstraße 67 Lage     | um 1700                        | barockes Fachwerkhaus, Kernbestand um 1700, Erweiterung 1928; vor 2018 abgebrochen                                                                                     | Fotos hochladen |
| Wohnhaus    | Kunigundenstraße 5 Lage | 18. und frühes 19. Jahrhundert | im Kern barockes Anwesen mit zwei Fachwerkbauten (verputzt); Ausstattung aus dem 18. und frühen 19. Jahrhundert; aus Denkmalliste gelöscht und Anfang 2017 abgebrochen | BW              |